# Metro de Madrid
Metro de Madrid es la red de ferrocarril metropolitano de la ciudad española de Madrid y su área metropolitana. Fue inaugurado el 17 de octubre de 1919 por el rey Alfonso XIII.
Con un total de 303 estaciones y 296,6 kilómetros en 2025, es la red de metro más extensa de España y de la Unión Europea, y tercera de Europa por kilómetros, después de las de Moscú y Londres. Es también la segunda red de metro más antigua del mundo hispanohablante, después del Subte de Buenos Aires. Fue además una de las que más rápidamente se expandió entre 1995 y 2007. En 2024 se contabilizaron 715 millones de desplazamientos.
De las 303 estaciones actuales, pasa una línea por 236 (34 de ellas, de Metro Ligero), trasbordan dos líneas en 28, tienen parada tres líneas en 11 y coinciden cuatro líneas en la estación de Avenida de América. En 3 de estaciones sin trasbordo (Tres Olivos, Estadio Metropolitano y Puerta de Arganda) se hace cambio de tren dentro de una misma línea y en 25 paradas hay correspondencia con la red de Cercanías Madrid de Renfe. Estas 276 estaciones contabilizan un total de 329 paradas si se suma el total de cada línea en lugar de contar las estaciones individualmente, sistema de conteo usado en la mayoría de informes y documentos de Metro.
La red de metro de Madrid la componen 12 líneas convencionales y el ramal que une Ópera y Príncipe Pío. Además, existen tres líneas de metro ligero que suman un total de 27,78 km y cuentan con 38 estaciones. De estas tres líneas solo la línea 1 es operada por Metro de Madrid, S. A., siendo las otras dos operadas por Metro Ligero Oeste, S. A.

## Historia

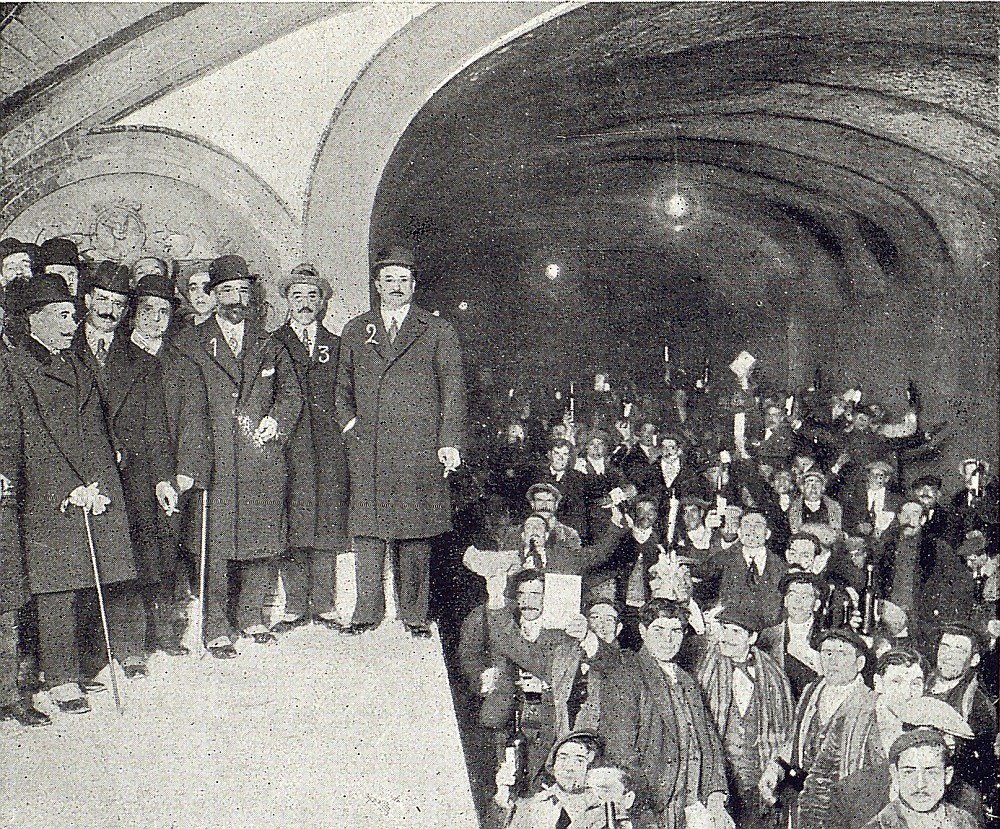
Visita de las autoridades a las obras del metro en enero de 1919

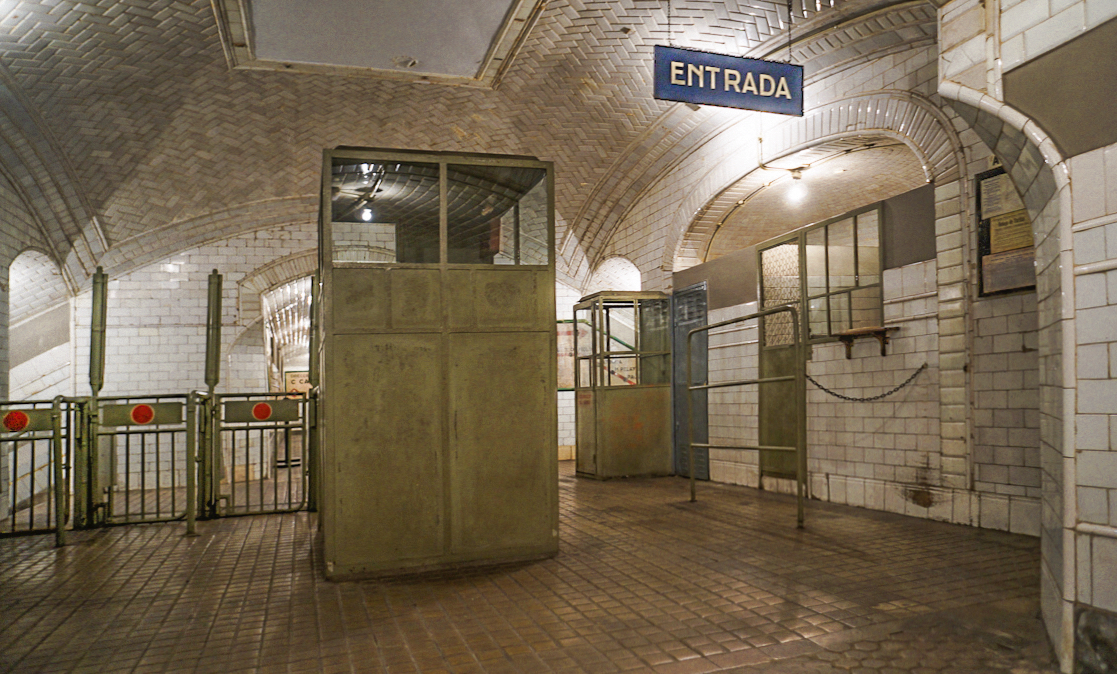
Antigua estación de Chamberí, hoy convertida en museo, Andén 0, conserva el diseño original de las primeras estaciones de metro

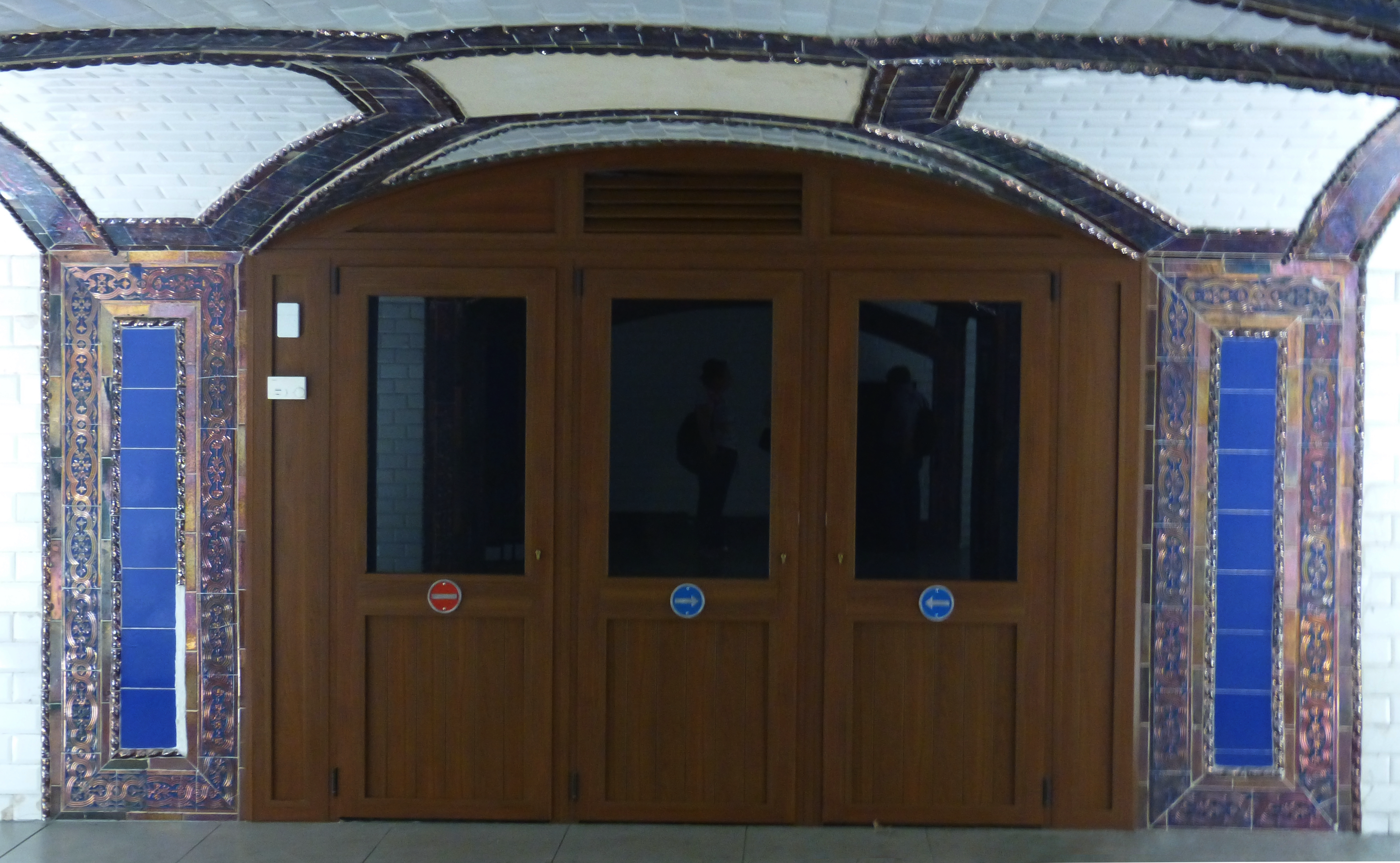
Puerta de entrada del vestíbulo original de la estación de Pacífico, obra de Antonio Palacios, 1923

En el centro de la ciudad, concretamente en los alrededores de la Puerta del Sol (véase: Historia de la Puerta del Sol) había ya a finales del siglo XIX un tráfico tal de tranvías y de carruajes que se empiezan a proponer sistemas de ferrocarril metropolitano, pero ninguno se llevaría a cabo por una razón o por otra. No fue hasta 1914, cuando Madrid contaba unos 600 000 habitantes, cuando los ingenieros Miguel Otamendi, Carlos Mendoza y Antonio González Echarte presentaron un nuevo proyecto de red de metro. Proveería a la ciudad de cuatro líneas con una longitud total de 154 km. Su trayecto comprendía el recorrido original de las líneas 1, 2, 3 y 4 del metro actual, pero con menos longitud que ahora. Las obras empezaron el 23 de abril de 1917. Antonio Palacios fue el arquitecto que diseñó las principales estaciones y bocas del metro madrileño hasta su muerte en 1945.
El 17 de octubre de 1919 el rey Alfonso XIII inaugura la primera línea entre la Puerta del Sol y Cuatro Caminos. La línea tenía 3,48 km y ocho estaciones. Es tal el éxito del nuevo medio de transporte que en el primer año es usado por más de 14 millones de usuarios. En 1924 se instaura por primera vez el billete de ida y vuelta[cita requerida] y en 1926 ya hay 14,8 km de vías.
En 1955 se promulga el decreto de Ley de Régimen Compartido de Financiación por el cual se crea la Compañía Metropolitana de Madrid, que se encargará de la explotación comercial del servicio y de la compra del parque móvil, mientras que el Estado sigue siendo el encargado de la realización de las infraestructuras de las nuevas líneas. Asimismo, se comienza con la ampliación de los andenes de 60 a 90 m para permitir el uso de trenes con seis coches.
Entre 1981 y 1982 se cambia la totalidad de la señalización, se crea el primer plano esquemático y se rediseña la imagen del rombo, más acorde con la nueva señalización. A diferencia de otras señalizaciones de metros que han evolucionado en el tiempo, el diseñador Arcadi Moradell Bosch crea una señalización totalmente diferente a la anterior con gran éxito según los estudios del propio Metro, diseña el primer plano esquemático a 45° y 90° del Metro y modifica el rombo/logotipo con cambios de color y tipografía similares a la nueva señalización. En 2009 Metro de Madrid encarga al mismo diseñador, Arcadi Moradell, la actualización de la Normativa de Señalización al Viajero de la Red de Metro de Madrid.
Debido a problemas económicos de la compañía, el Estado interviene la compañía por el Real Decreto-Ley de 7 de junio de 1978. Durante los primeros años de democracia se inauguran nuevas líneas, llegando el tamaño de la red hasta los 100 km. Bajo la Dirección de Explotación del ingeniero Javier Bustinduy desde 1983 hasta 1988, se desarrolló la nueva organización, material móvil, renovación de estaciones, cambio de esquemas de servicio, mantenimiento y explotación, y se recobró el crecimiento de viajeros tras catorce años de descenso ininterrumpido. En 1986, la Comunidad de Madrid y el Ayuntamiento de Madrid asumen el control del metro.
En 1995 se inician los planes cuatrienales para las ampliaciones. En el plan 1995-1999 se crearon las líneas 8 y 11 y se ampliaron otras, de forma que se superaron los 170 km y se renovó el parque móvil con la adquisición de nuevos trenes. El de 1999-2003 tuvo como actuación más importante construir MetroSur y en el plan de 2003-2007, se introdujo el metro ligero y las prolongaciones a varios municipios de la corona metropolitana.

## Número de usuarios
| Evolución de viajeros de Metro de Madrid (en miles) 2000-2024                         |
|                                                                                       |
| Fuente: Banco de datos del Ayuntamiento de Madrid - Elaboración gráfica por Wikipedia |

## Líneas
|  |  |

| Línea | Línea | Terminales                              | Apertura              | Longitud | Estaciones | Distancia media entre estaciones | Andenes                                                         | Tipo de tren                      | Gálibo¿? | Configuración                           | Usuarios (2024) |
| ----- | ----- | --------------------------------------- | --------------------- | -------- | ---------- | -------------------------------- | --------------------------------------------------------------- | --------------------------------- | -------- | --------------------------------------- | --------------- |
|       |       | Pinar de Chamartín – Valdecarros        | 1919, 17 de octubre   | 23,32 km | 33         | 723 m                            | 90 m                                                            | 2000A                             | Estrecho | MR-MR-MR                                | 107 206 331     |
|       |       | Las Rosas – Cuatro Caminos              | 1924, 14 de junio     | 13,97 km | 20         | 701 m                            | 60 m (Cuatro Caminos – La Elipa) 90 m (La Almudena – Las Rosas) | 3000                              | Estrecho | MSRM                                    | 44 677 061      |
|       |       | El Casar – Moncloa                      | 1936, 9 de agosto     | 17,49 km | 19         | 972 m                            | 90 m                                                            | 3000                              | Estrecho | MRSSRM                                  | 75 203 140      |
|       |       | Argüelles – Pinar de Chamartín          | 1944, 23 de marzo     | 14,63 km | 23         | 695 m                            | 60 m                                                            | 3000                              | Estrecho | MSRM                                    | 42 325 479      |
|       |       | Alameda de Osuna – Casa de Campo        | 1968, 5 de junio      | 23,21 km | 32         | 725 m                            | 90 m                                                            | 2000A 2000B 3000*                 | Estrecho | MR-MR-MR MRSSRM*                        | 77 282 116      |
|       |       | Circular                                | 1979, 11 de octubre   | 23,47 km | 28         | 838 m                            | 115 m                                                           | 8400                              | Ancho    | MRSSRM MM-MM-MM                         | 116 054 842     |
|       |       | Hospital del Henares – Pitis            | 1974, 17 de julio     | 28,25 km | 31         | 1097 m                           | 115 m 90 m (línea 7B)                                           | 9000                              | Ancho    | MRSSRM MRM (línea 7B)                   | 45 022 528      |
|       |       | Nuevos Ministerios – Aeropuerto T4      | 1998, 24 de junio     | 16,47 km | 8          | 2057 m                           | 115 m                                                           | 8000                              | Ancho    | MSRM                                    | 19 083 480      |
|       |       | Paco de Lucía – Arganda del Rey         | 1980, 30 de enero     | 39,50 km | 29         | 1410 m                           | 115 m                                                           | 5000 7000 y 9000 8000* 6000 (TFM) | Ancho    | MM-MM-MM MRSSRM MRM-MRM* MM o MRM (TFM) | 42 129 991      |
|       |       | Hospital Infanta Sofía – Puerta del Sur | 1961, 1 de febrero    | 39,79 km | 31         | 1177 m                           | 115 m 90 m (línea 10B)                                          | 7000 y 9000 y 8000*               | Ancho    | MRSSRM MRM-MRM* MRM o MSRM (línea 10B)  | 83 903 484      |
|       |       | Plaza Elíptica – La Fortuna             | 1998, 6 de noviembre  | 8,5 km   | 7          | 1214 m                           | 115 m                                                           | 8000 9000                         | Ancho    | MRM                                     | 6 705 673       |
|       |       | Circular                                | 2003, 11 de abril     | 40,6 km  | 28         | 1462 m                           | 115 m                                                           | 8000 9000                         | Ancho    | MRM                                     | 46 506 382      |
|       |       | Ópera – Príncipe Pío                    | 1925, 26 de diciembre | 1,09 km  | 2          | 1090 m                           | 60 m                                                            | 3000                              | Estrecho | MSRM                                    | 4 496 561       |
|       |       | Pinar de Chamartín – Las Tablas         | 2007, 24 de mayo      | 5,4 km   | 9          | 600 m                            | 45 m                                                            | Alstom Citadis 302                | Tranvía  | MRRRM                                   | Sin datos       |
|       |       | Colonia Jardín – Estación de Aravaca    | 2007, 27 de julio     | 8,7 km   | 13         | 667 m                            | 45 m                                                            | Alstom Citadis 302                | Tranvía  | MRRRM                                   | Sin datos       |
|       |       | Colonia Jardín – Puerta de Boadilla     | 2007, 27 de julio     | 13,7 km  | 16         | 855 m                            | 45 m                                                            | Alstom Citadis 302                | Tranvía  | MRRRM                                   | Sin datos       |

Las series y composiciones marcadas con un asterisco (*) son aquellas que sustituyen a unidades más antiguas debido a la detección de amianto en piezas de trenes más viejos. 

### Metro Ligero

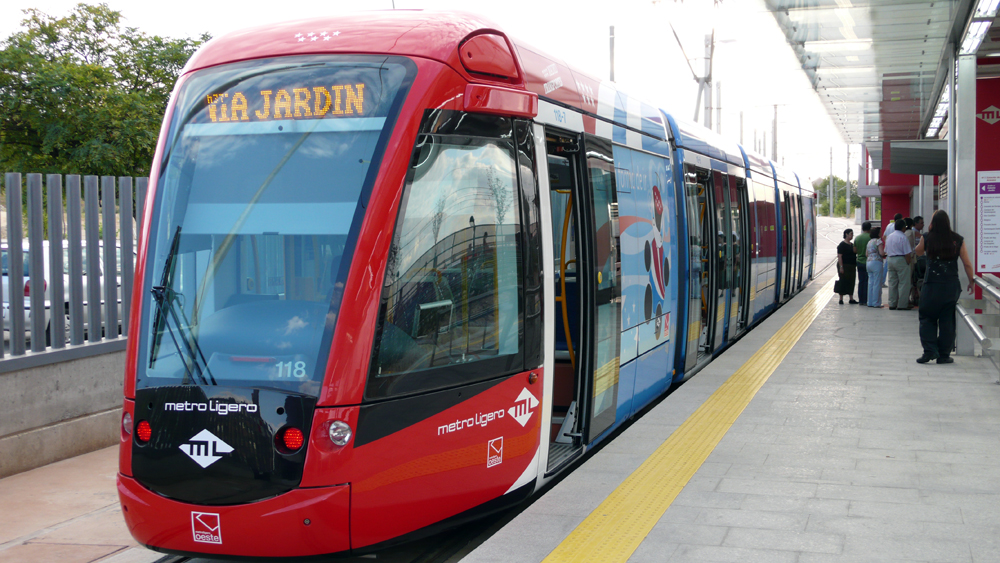
Composición del Metro Ligero, en la estación de Aravaca, línea ML2

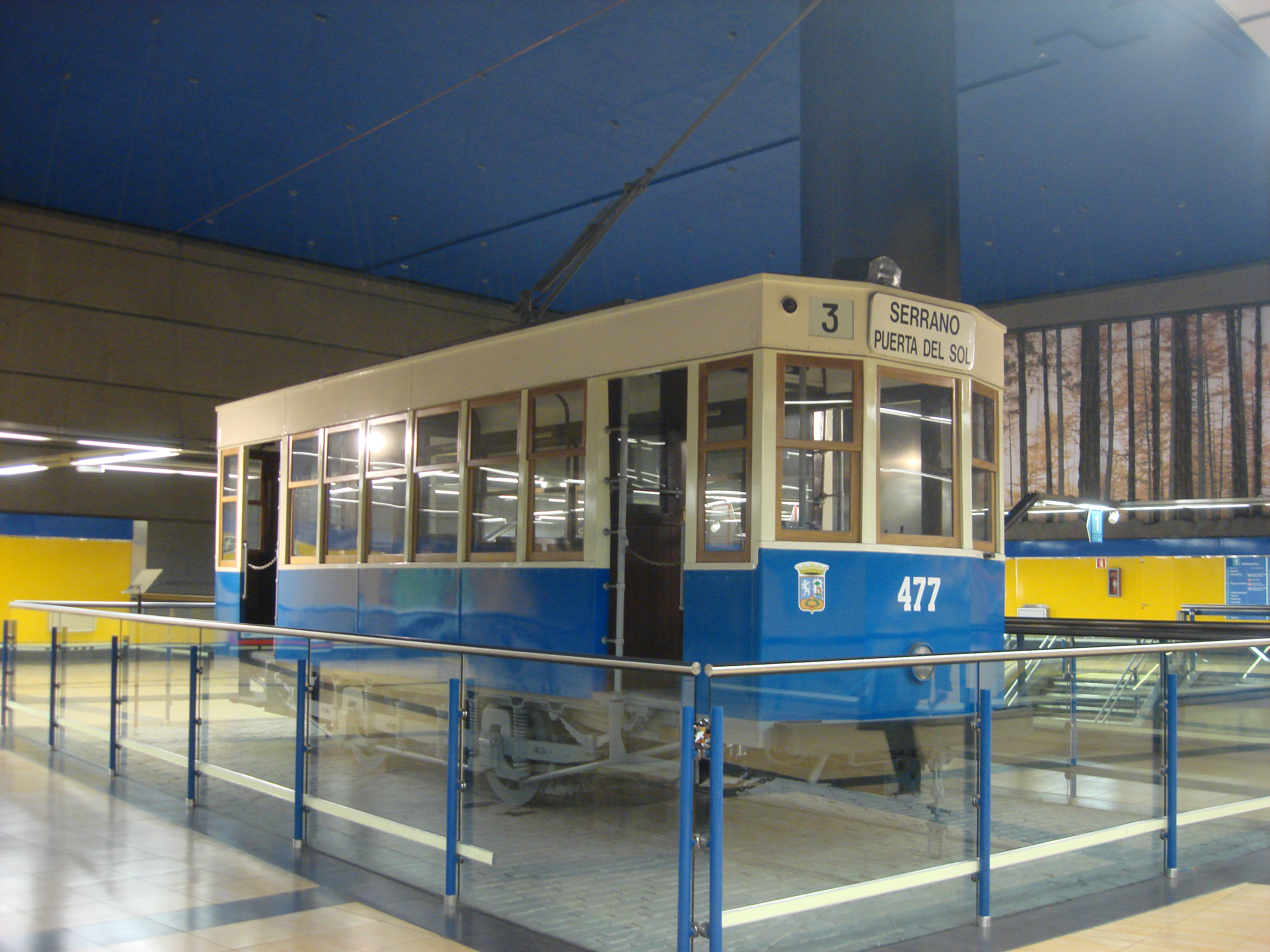
Antiguo tranvía 477 expuesto en la estación de Pinar de Chamartín

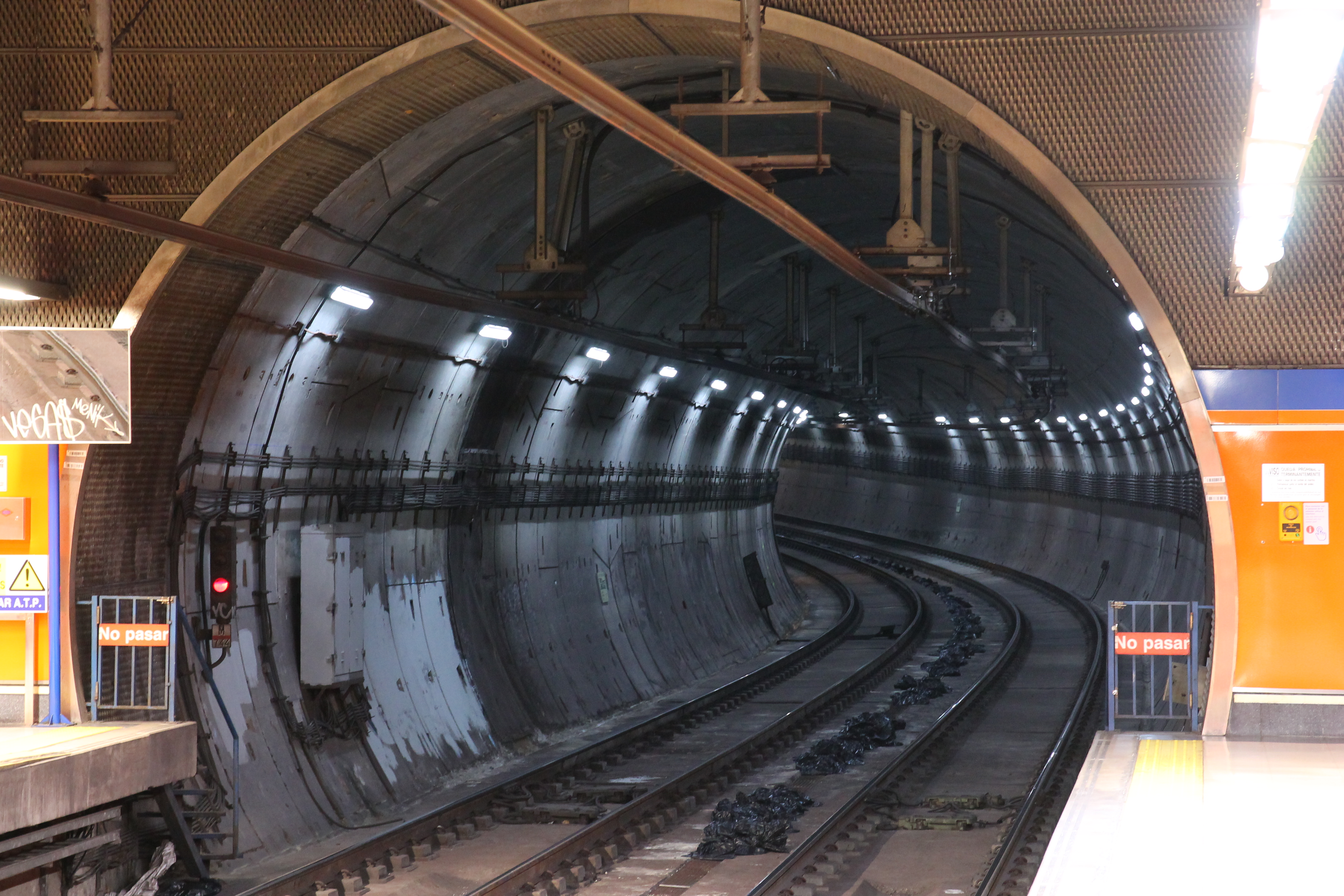
Túnel de nueva construcción en la estación de Antonio Machado, línea 7

El Metro ligero es un medio utilizado para el transporte de viajeros en áreas urbanas. La concepción es similar a un tranvía moderno, y una de sus características es que los vehículos operan en un sistema parcial o totalmente segregado del tránsito vehicular, con carriles reservados, vías apartadas, y señalización propia pero mínima. Los vagones son automotores impulsados por electricidad. De esta manera, el tranvía volvía a circular por Madrid después de treinta y cinco años.
Se inauguró en 2007 un trazado de 27,78 km (de los que una parte discurre bajo tierra en la localidad de Pozuelo y en el distrito de Hortaleza) repartidos en sus tres líneas en funcionamiento:
- Pinar de Chamartín – Las Tablas
- Colonia Jardín – Estación de Aravaca
- Colonia Jardín – Puerta de Boadilla

## Infraestructuras y características técnicas
La distancia entre los raíles que conforman las vías del metropolitano madrileño (ancho de vía) es de 1445 mm en las líneas de metro pesado (10 mm más que el ancho estándar), mientras que en el metro ligero es de 1435 mm, el ancho estándar.
Existen dos tipos de líneas dependiendo del gálibo o dimensiones de sus túneles (las líneas de Metro Ligero no entrarían en ninguno de estos grupos por medidas ni por características):
- Gálibo estrecho, líneas 1, 2, 3, 4, 5 y Ramal. Los túneles son de 6,86 m de ancho y 5,36 m de altura, la mayor parte a poca profundidad del suelo y siguen en general el trazado de las calles. La distancia media entre estaciones es de 630 m. La longitud de los andenes de las estaciones varía entre los 60 m de las líneas 2 y 4 y del Ramal, en los que caben composiciones de trenes de hasta 4 coches, y los 90 m de las líneas 1, 3 y 5 en los que caben composiciones de hasta 6 coches. Los coches de los trenes que circulan por estas líneas tienen todos unas dimensiones de 2,30 m de ancho, entre 3,34 y 3,521 m de alto y 14,72 m de largo.[11]
- Gálibo ancho, líneas 6, 7, 8, 9, 10, 11 y 12. Los túneles son de 7,74 m de ancho y 6,87 m de alto y están a gran profundidad, lo que ha permitido el empleo de tuneladoras para las líneas construidas a partir de 1990, cuyo diámetro se ha fijado en los 8,07 m. La distancia media entre estaciones es de 850 m. Los andenes de las estaciones de este tipo de líneas tienen entre 110 y 115 m de largo, salvo los andenes de las estaciones de los tramos de MetroNorte y MetroEste, de 90 m de largo, y están preparados para recibir composiciones de hasta 6 coches, cuyas dimensiones varían dependiendo de la serie a la que pertenezcan, aunque el ancho es siempre de 2,80 m para todas las series.[11] Los andenes situados a más profundidad bajo la superficie son los de la línea 6 en la estación de Cuatro Caminos, a 49 m de profundidad.

Provisionalmente, en algunas líneas de gálibo ancho se prestó servicio con trenes de gálibo estrecho, contando los andenes o los trenes con unos suplementos metálicos provisionales llamados estribos, usados para cubrir el hueco entre los coches de los trenes de gálibo estrecho y los andenes de gálibo ancho. Esta situación se dio en los primeros años de la línea 7, mediante un suplemento en los trenes, y en las líneas 10 (en el tramo Nuevos Ministerios - Fuencarral, antes de la reforma integral de la línea, que la llevó a unirse con MetroSur) y 11 (desde poco después su inauguración hasta septiembre de 2010), mediante estribos en los andenes. El metro de Berlín, que también cuenta con dos gálibos diferentes, ha experimentado un fenómeno semejante en varios puntos a lo largo de su historia.
Los trenes circulan por la vía de su izquierda, a diferencia de como circulan actualmente la mayoría de redes de ferrocarril que existen en España, que lo hacen por la vía de su derecha. Esto se debe a que en España hasta 1930 no se implantó una norma de circulación que obligase en todo el país a circular por la derecha (como ejemplo, en Madrid se circuló por la izquierda hasta 1924, mientras que en Barcelona siempre se hizo por la derecha). Dado que la Red de Metro de Madrid era y sigue siendo independiente del resto de redes ferroviarias españolas, y para ahorrarse el por aquel entonces alto coste del cambio de los sistemas de señalización, se optó por que los trenes de Metro de Madrid siguiesen circulando por la izquierda. Las líneas de Metro Ligero circulan por la derecha.[cita requerida]

### Tramos subterráneos y en superficie

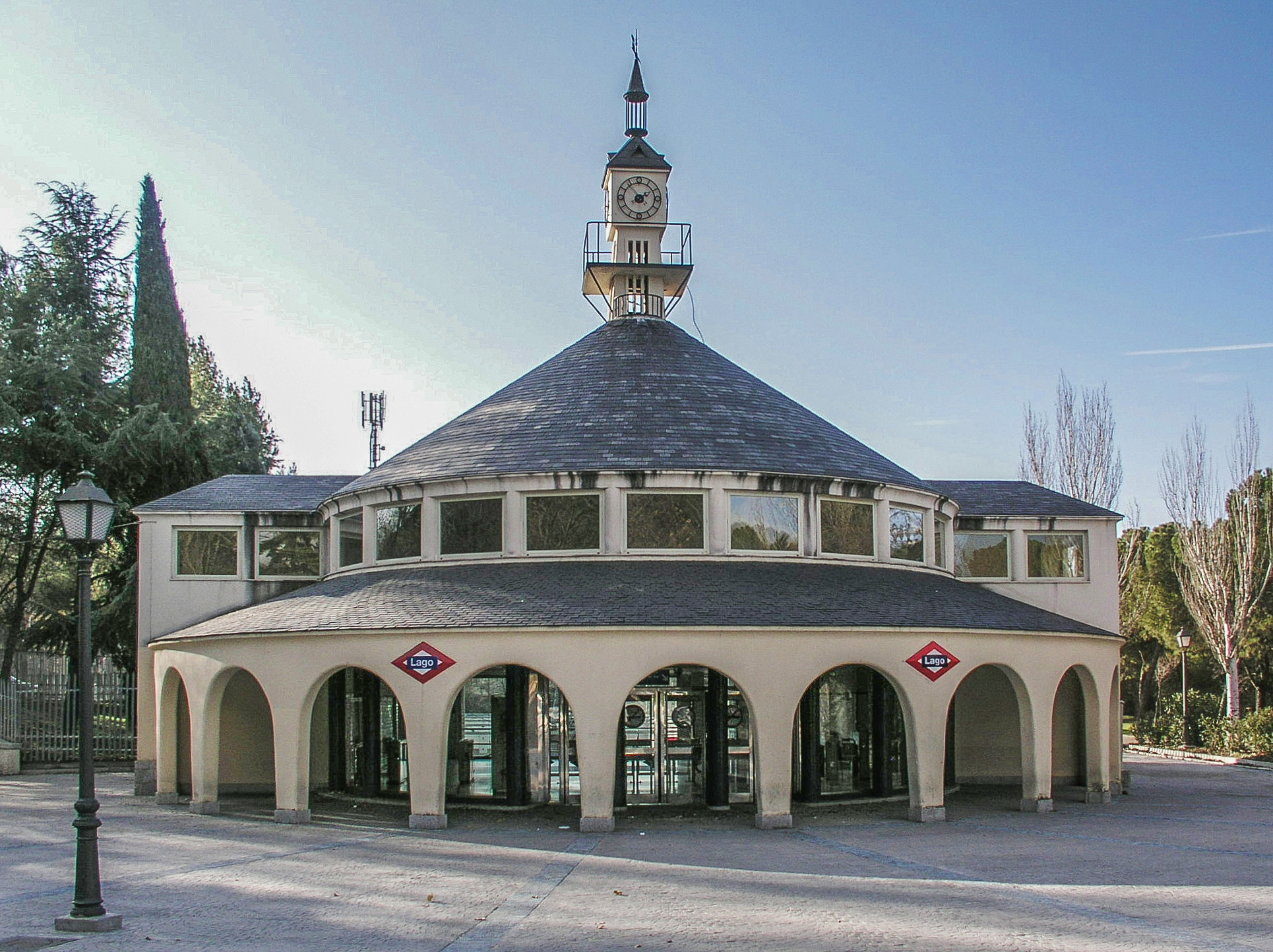
Estación de Lago, línea 10

La red del metropolitano madrileño es subterránea en la mayor parte de su extensión, salvo en los siguientes tramos por los que circula en superficie:
- Eugenia de Montijo - Empalme: tras soterrarse el tramo Empalme - Campamento.[30]
- Aeropuerto T4: es la única estación en superficie de la línea 8.
- Puerta de Arganda - Arganda del Rey: tramo denominado Transportes Ferroviarios de Madrid o línea 9B.
- Lago - Casa de Campo: atravesando la Casa de Campo.

Por otro lado, la red de metro ligero circula por lo general en superficie salvo en las estaciones Somosaguas Sur y Avenida de Europa, los tramos Prado del Rey - Somosaguas Centro y Campus de Somosaguas - Berna, Montepríncipe y cortos túneles bajo las carreteras M-502 y M-503.

### Señalización y comunicaciones
Antes del inicio del siglo XXI en Metro de Madrid convivían diversos sistemas de señalización basados en cantones fijos, circuitos de vía, códigos de velocidad, señales luminosas y fijas, y sistemas de regulación del tráfico mediante ATP de 1 y 2 portadoras y ATO dependiendo de la antigüedad de la línea. Coincidiendo con el cambio de siglo toda esta infraestructura se está sustituyendo por sistemas más avanzados basados en cantones móviles, balizas y distancia objeto.
La primera línea en recibir estos nuevos sistemas fue la 8, con ATP basado en DO (Distancia Objetivo). Se continuó con las líneas 2, 3, 10, 10b (Metronorte), 11, 12 (Metrosur) y R (Ramal) dotándolas de ATP-DO entre 2003 y 2010. En 2011 fue el turno de las líneas 1 y 6 con la tecnología CITYFLO 650 (CBTC) de Bombardier, y de la 7b (Metroeste) con CBTC SIRIUS de Invensys Rail Dimetronic. Más recientemente los cambios han llegado a la línea 5 en 2018 y la línea 4 en 2020, ambas a ATP-DO actualizables a CBTC. Las líneas 7a y 9 siguen usando el sistema de 2 portadoras. 
Como sistemas de comunicación se usaba el Tren-Tierra de tecnología analógica en túneles y los sistemas de radiocomunicaciones de estaciones y seguridad (RTE y RTS), con cobertura específica y limitada al ámbito de las estaciones.
Actualmente esta instalado el sistema móvil digital de radio TETRA en casi toda la red salvo en la línea 9, en la que se empezó a instalar a principios de 2020. Esta tecnología permite establecer una red de comunicación propia, cerrada y segura, de tal manera que el Puesto de Mando de Metro, todo el personal de la red de metro, los Cuerpos y Fuerzas de Seguridad del Estado y los Servicios de Emergencia puedan estar en contacto permanente.
Desde abril de 2021 todas las estaciones de la red cuentan con cobertura de telefonía móvil y 4G, excepto el túnel de Rivas-Urbanizaciones.

### Electrificación

Electrificación de la red:
600 Vcc (preparada para 1500 Vcc)
600 Vcc
750 Vcc
1 500 Vcc

La electrificación para las líneas construidas antes de 1999, o no reformadas para cambiar su tensión de alimentación, es de 600 Vcc, las tres líneas de Metro Ligero funcionan como la mayoría de tranvías modernos, a 750 Vcc, y las líneas construidas a partir de 1999 o reformadas para cambiar su tensión de alimentación funcionan a 1500 Vcc, tensión a la que trabajarán en el futuro las líneas que ahora lo hacen a 600 Vcc.
| Tensión  | Líneas |
| -------- | ------ |
| 600 Vcc  |        |
| 750 Vcc  |        |
| 1500 Vcc |        |

Las líneas 1, 4, 5 y 6 funcionan a 600 Vcc, pero están preparadas para hacerlo a 1500.
El conjunto de la circulación, control de instalaciones de estaciones, seguridad y energía está controlado desde un puesto central instalado en Alto del Arenal, existiendo varios centros de control de instalaciones de estaciones y control de seguridad como la de Metrosur, en el centro de Puerta del Sur.
Antiguamente, la nave de motores de Pacífico solventaba las insuficiencias de electricidad. Disponía de tres motores diésel que proporcionaban 5000 kW a la red, se creó junto con la primera línea de metro y estuvo en servicio hasta 1972. Hoy es una de las sedes de Andén 0 y se puede visitar libremente.

#### Tipos de catenaria

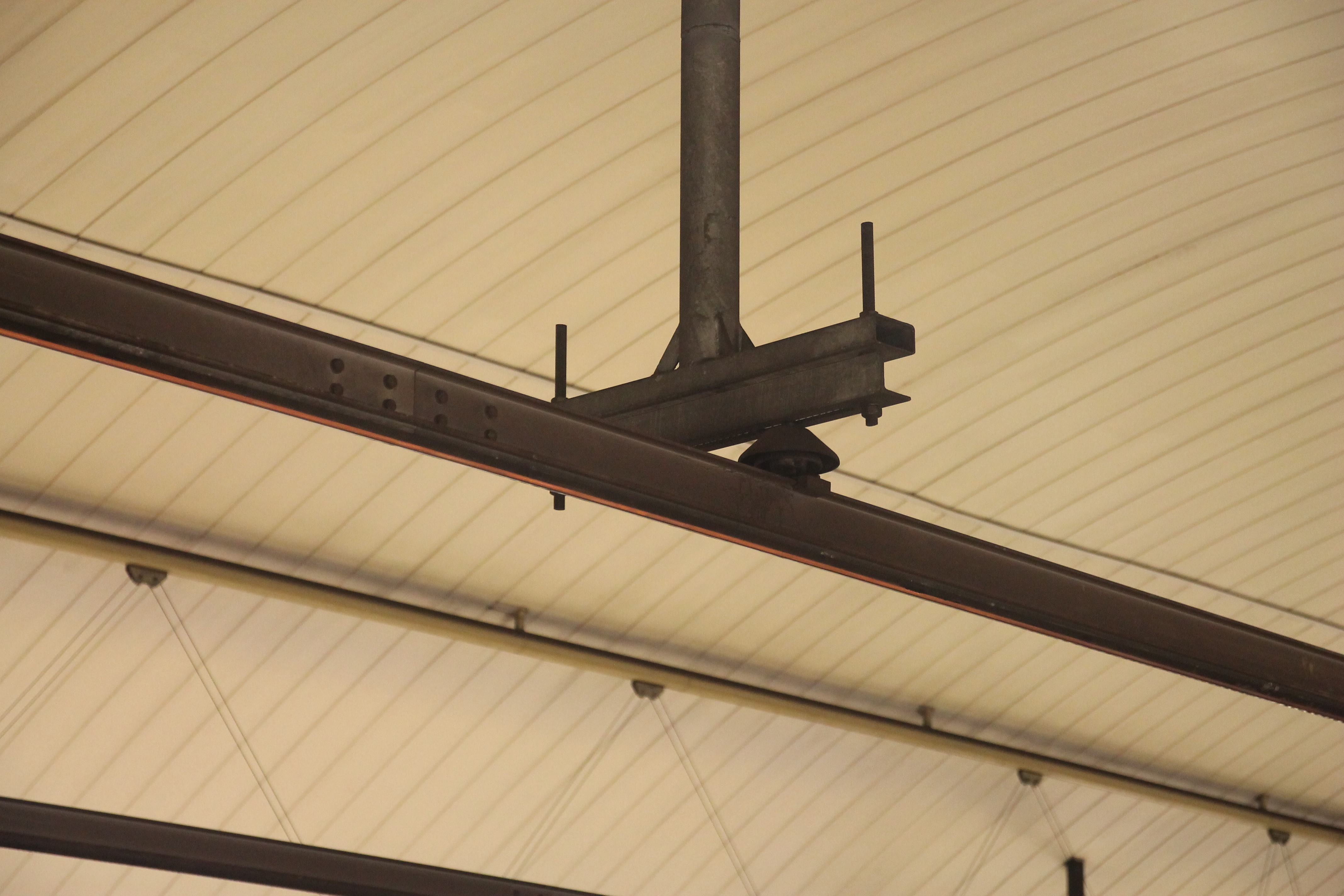
Catenaria rígida en la estación de Nuevos Ministerios de la línea 10

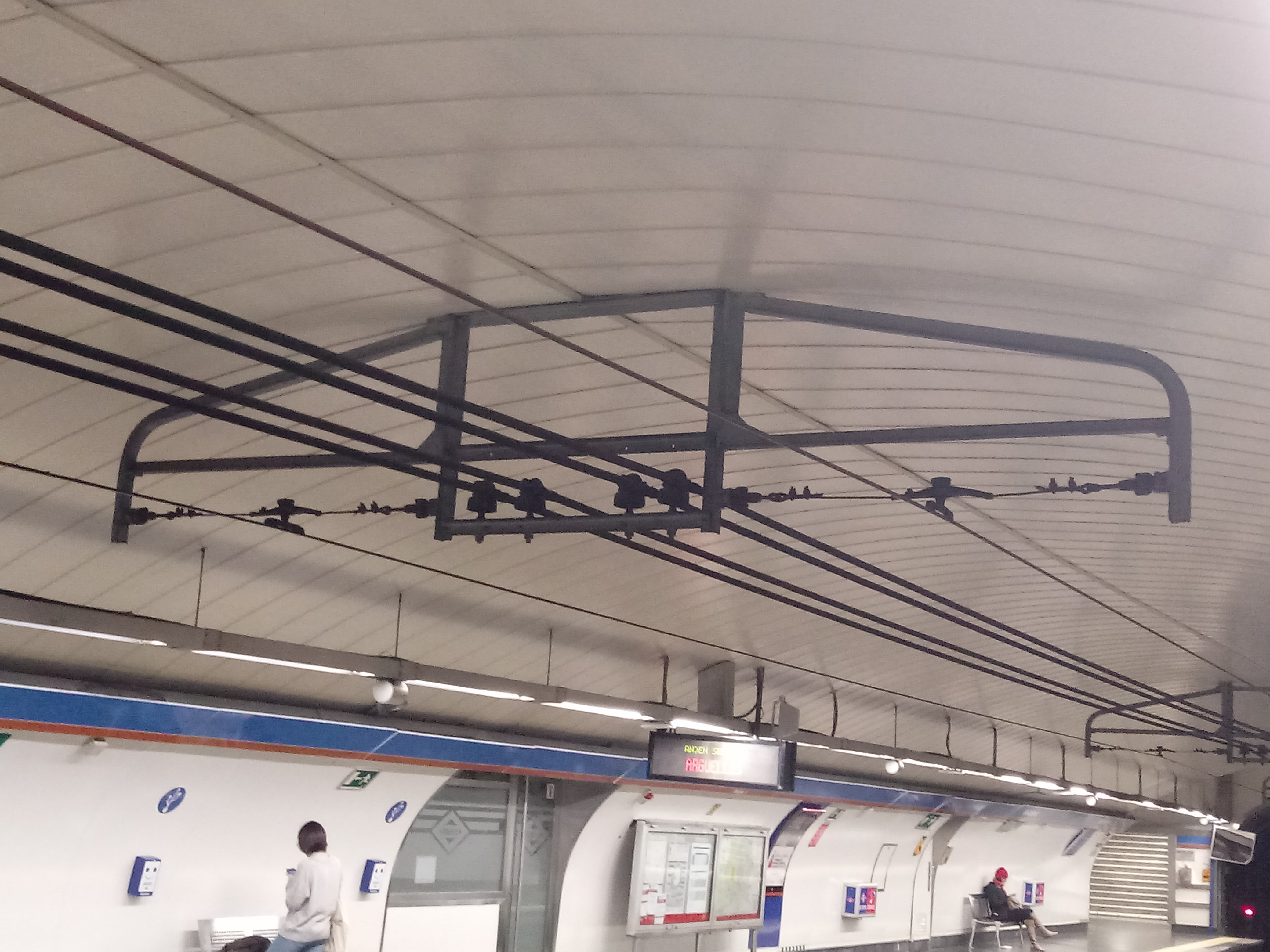
Antigua catenaria tranviaria en la estación de Velázquez, línea 4

Las catenarias instaladas desde 1999 son rígidas (a excepción de los tramos en superficie), es decir, son un carril sólido colgado de la bóveda de los túneles, en lugar de un hilo de cobre o aluminio. En los tramos anteriores a 1999 de las líneas de gálibo estrecho antes de ser reformadas eran de tipo tranviario (o «de hilo») y son catenaria convencional las que se encuentran en tramos anteriores a 1999 (no reformados) de las líneas de gálibo ancho y los tramos nuevos en superficie. En el futuro todas las catenarias de los túneles serán remplazadas por este nuevo sistema patentado por Metro de Madrid; no así en los tramos en superficie, pues requiere muchos más apoyos y, por tanto, es más cara de instalar. En el caso de las líneas de Metro Ligero, la catenaria es de hilo al estilo tranviario en los tramos en superficie y rígida en los túneles. En concreto, la catenaria existente por tipos en las líneas de Metro convencional es la siguiente:
| Catenaria rígida       | Catenaria rígida | Enteras Casa de Campo – Campamento; Eugenia de Montijo – Alameda de Osuna Nuevos Ministerios – Aeropuerto T4 Paco de Lucía - Herrera Oria Hospital Infanta Sofía – Lago; Casa de Campo – Puerta del Sur |
| Catenaria convencional | en exteriores    | estaciones de Empalme y Aluche estación de Aeropuerto T4 Puerta de Arganda – Arganda del Rey Lago – Casa de Campo                                                                                       |
| Catenaria convencional | subterránea      | Herrera Oria – Puerta de Arganda (Catenaria sin reformar) |

### Intermodalidad
El metro de Madrid dispone de una amplia intermodalidad, tanto con las líneas de ferrocarril suburbano como con las líneas de autobuses urbanos.
Exceptuando las líneas 4 y 11, todas las demás líneas de metro tienen correspondencia con las líneas de Cercanías Madrid:
- : Chamartín, Gran Vía, Sol, Atocha, Sierra de Guadalupe
- : Sol
- : El Casar, Villaverde Alto, Embajadores, Sol
- : Gran Vía, Acacias, Pirámides, Aluche
- : Príncipe Pio, Nuevos Ministerios, Méndez Álvaro, Laguna
- : Coslada Central, Pitis
- : Nuevos Ministerios, Aeropuerto T4
- : Paco de Lucía, Puerta de Arganda
- : Chamartín, Nuevos Ministerios, Príncipe Pío, Cuatro Vientos
- : Leganés Central, El Casar, Getafe Central, Fuenlabrada Central, Móstoles Central, Alcorcón Central
- : Príncipe Pío

Asimismo, todos los intercambiadores de autobuses de la red de intercambiadores de autobuses de Madrid tienen conexión con una o varias líneas de metro:
- Plaza de Castilla: líneas 1, 9 y 10
- Moncloa: líneas 3 y 6
- Príncipe Pío: líneas 6, 10 y Ramal
- Plaza Elíptica: líneas 6 y 11
- Avenida de América: líneas 4, 6, 7 y 9
- Estación Sur de Autobuses: línea 6

## Parque móvil

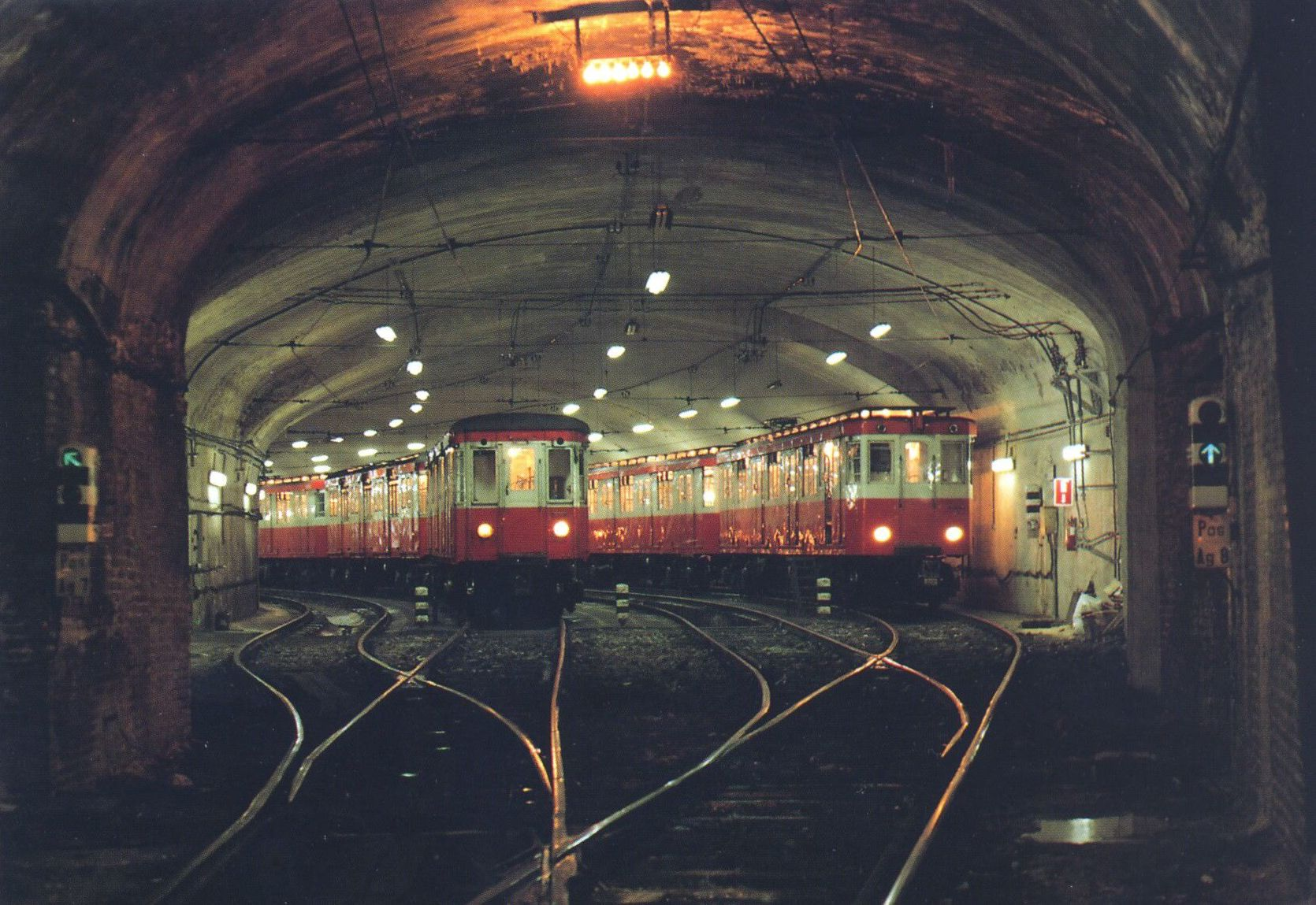
Clásicos del Metro de Madrid, en las antiguas cocheras de Moncloa, hoy en día derribadas

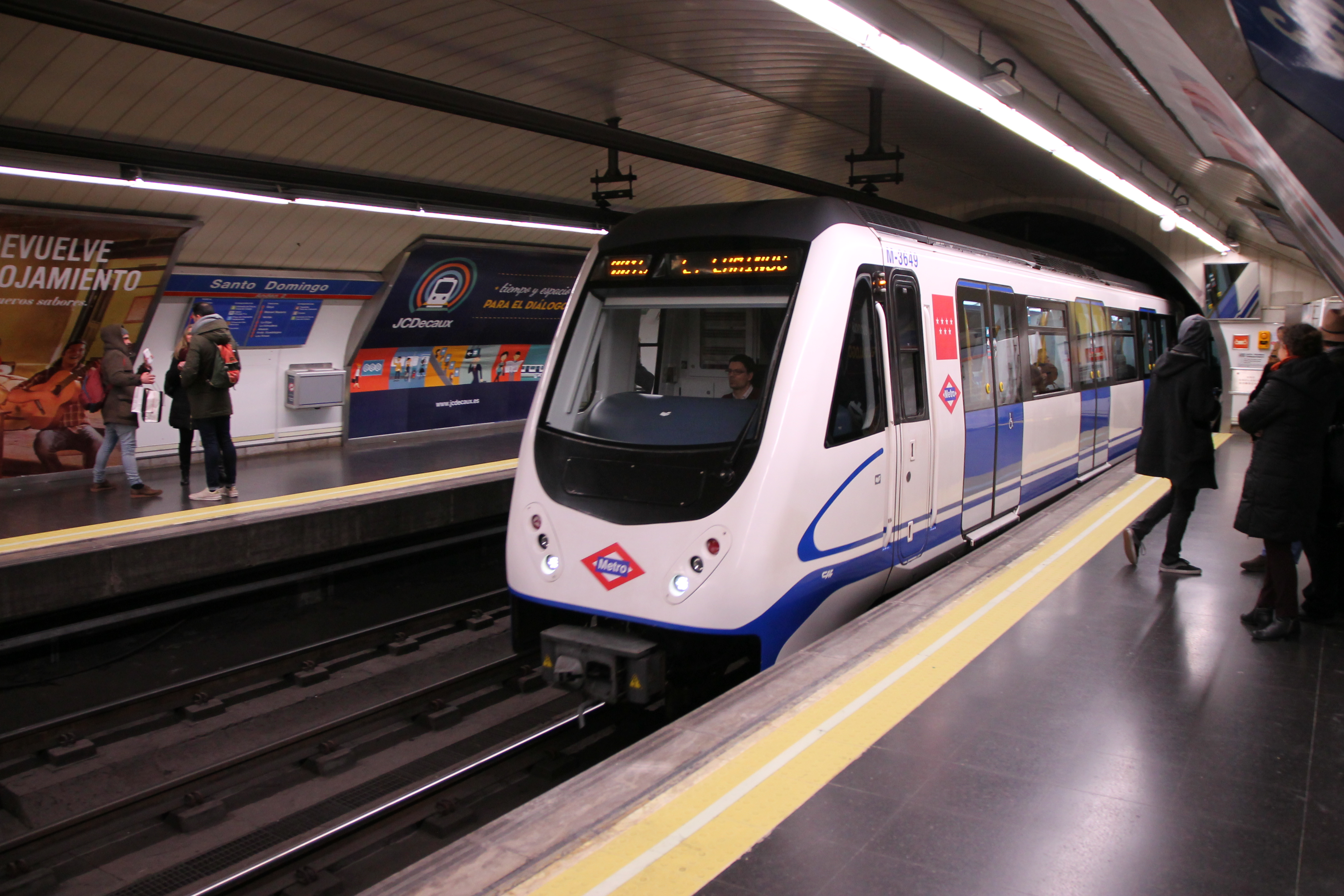
Tren de la serie 3000

A 2018 la red de Metro de Madrid dispone de 2322 coches en su parque móvil: 1224 de gálibo estrecho y 1090 de gálibo ancho. Las unidades que circulan actualmente por la red pertenecen a las siguientes series o tipos:
- Serie 2000: líneas 1 (2000A) y 5 (2000B) en composiciones M-R-M-R-M-R.
- Serie 3000: líneas 2, 4 y Ramal en composiciones MRSM, y líneas 3 y 5 en composiciones MRSSRM.
- Serie 5000: línea 9a en composiciones M-M-M-M-M-M (sustituidos paulatinamente por trenes de la serie 9000). En Línea 6 pueden encontrarse unidades haciendo refuerzos.
- Serie 6000: línea 9b (tramo TFM) en composiciones MM o MRM.
- Serie 7000: líneas 9a y 10a en composiciones MRSSRM.
- Serie 8000: las subseries 8000 y 8100 circulan en línea 12 en composición MRM, en líneas 8 y 10b en composición MRSM y en líneas 9a y 10a en composición MRM-MRM. La subserie 8400 circula en línea 6 en composiciones MRSSRM, líneas 8 y 11 en composiciones MRSM, y línea 12 (menos frecuentemente) en composiciones MRM.
- Serie 9000: línea 7 entre Pitis y Estadio Metropolitano, línea 9 entre Paco de Lucía y Puerta de Arganda y línea 10 entre Tres Olivos y Puerta del Sur en composición MRSSRM, o en ciertos horarios de refuerzo MRM-MRM en el caso de la 10. Línea 7 entre Estadio Metropolitano y Hospital del Henares, y líneas 11 y 12 en composición MRM.

Las series 300 y 1000 circularon por las líneas de gálibo estrecho pero fueron retiradas del servicio dada su antigüedad, aunque algunas de ellas se utilizan para trabajos de mantenimiento de la red. Fueron fabricadas en las décadas de 1960 y 1970. Estuvieron prestando servicio en la línea 5 hasta junio de 2002. A partir de esa fecha llegaron los trenes de la serie 2000. La línea 5 fue la que más tiempo duró con trenes de las series 1000 y 300.
La mayor parte del parque móvil de Metro de Madrid está fabricada por CAF, en concreto las series 2000, 3000, 5000, 6000 y 8000. El resto de unidades, que componen las series 7000 y 9000, están fabricadas por la italiana AnsaldoBreda. Los tranvías Citadis del Metro Ligero fueron construidos por Alstom.
Algunos trenes de las series 7000 y 9000 son bitensión, es decir, que pueden circular tanto a 600 Vcc como a 1500 Vcc de tensión. En la línea 8 dieron servicio trenes de la serie 8000 que llevaban maleteros incorporados para recoger equipaje que ya hubiera sido facturado. Estos trenes siguen circulando por la línea 8 pero no recogen ya equipaje en secciones especiales.

### Depósitos y cocheras

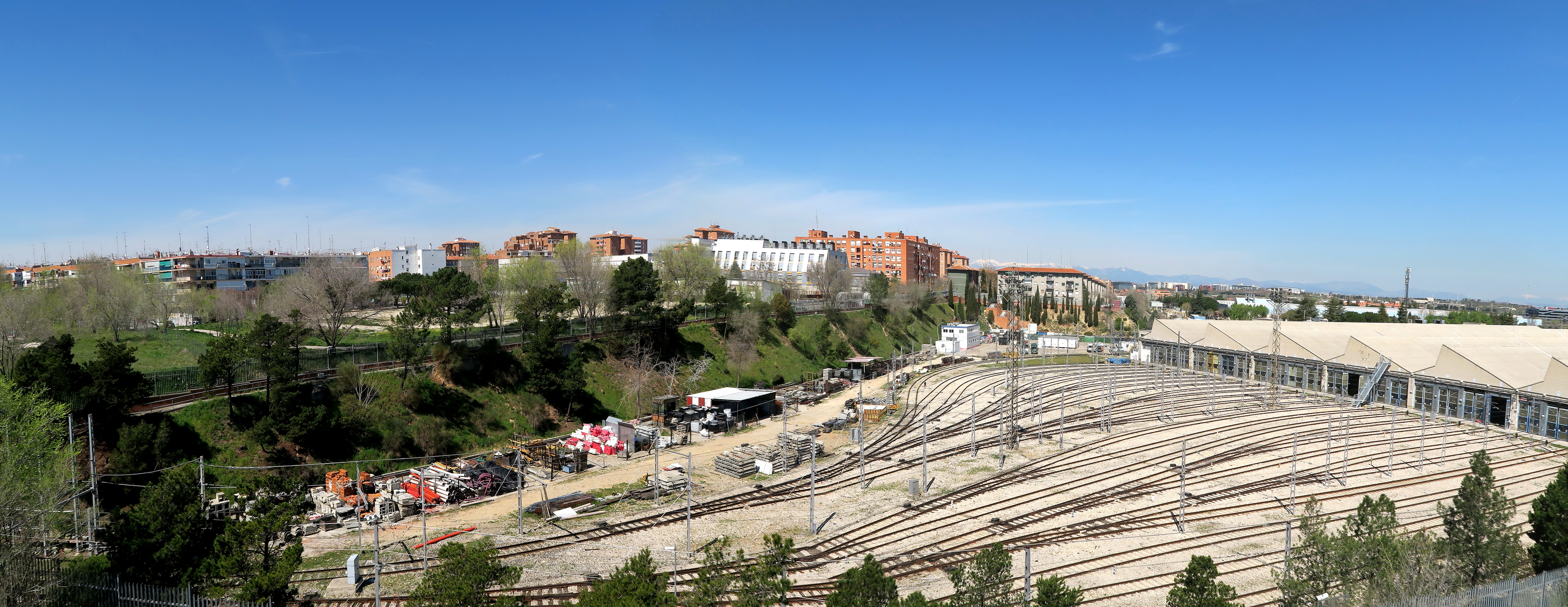
Depósito de Canillejas

Metro dispone de varios depósitos y cocheras de trenes junto a varias estaciones del Metro de Madrid, y pueden estar en superficie o ser subterráneos.
- Depósitos. Son las instalaciones más grandes de este tipo, suelen ubicarse en superficie y pueden contener talleres para el mantenimiento. Los depósitos son: Cuatro Caminos, Ventas, Canillejas, Aluche, Fuencarral, Sacedal (en Mirasierra), Laguna, Hortaleza, Cuatro Vientos, Loranca, Valdecarros y Villaverde Alto. La más importante en cuanto a instalaciones es la ubicada en Canillejas, la cual dispone del taller de reparación más grande, situado en un terreno de 30 hectáreas, y se llega a través de las estaciones de Canillejas en línea 5 y Las Musas en línea 7.
- Cocheras. Normalmente son más pequeñas que los depósitos y suelen estar ubicadas bajo tierra. Se encuentran en: Argüelles (línea 4), Moncloa (línea 3), Miguel Hernández (línea 1), Ciudad Universitaria (línea 6), Puerta de Arganda (línea 9b), Nuevos Ministerios (línea 8), El Bercial (línea 12), Universidad Rey Juan Carlos (línea 12) y Arganzuela-Planetario (línea 6).
- Cocheras del Metro ligero. El Metro Ligero de Madrid también cuenta con cocheras ubicadas en Sanchinarro (Hortaleza) y en Pozuelo.

## Funcionamiento y servicios

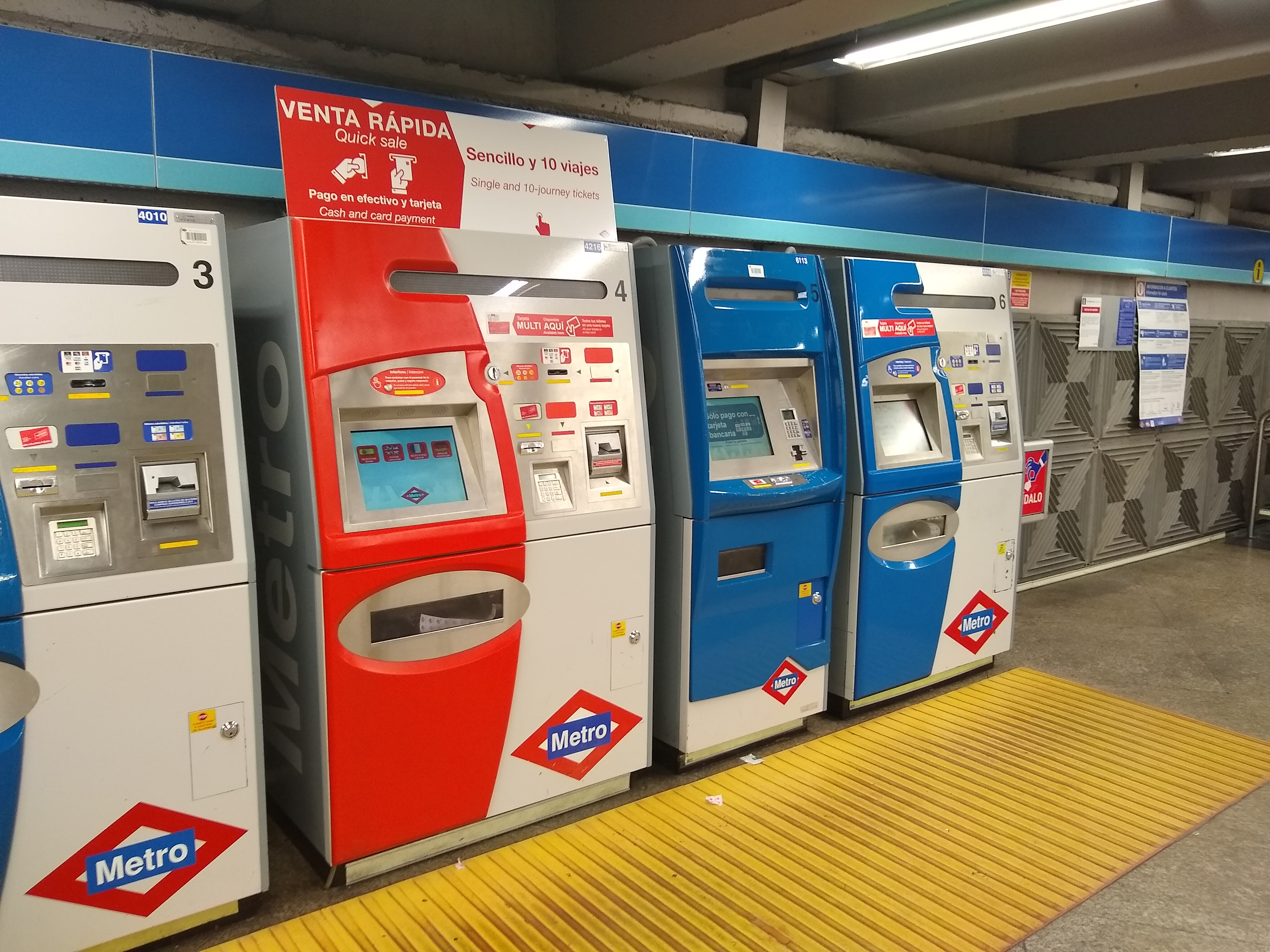
Las expendedoras de billetes facilitan la compra de los distintos títulos de transporte

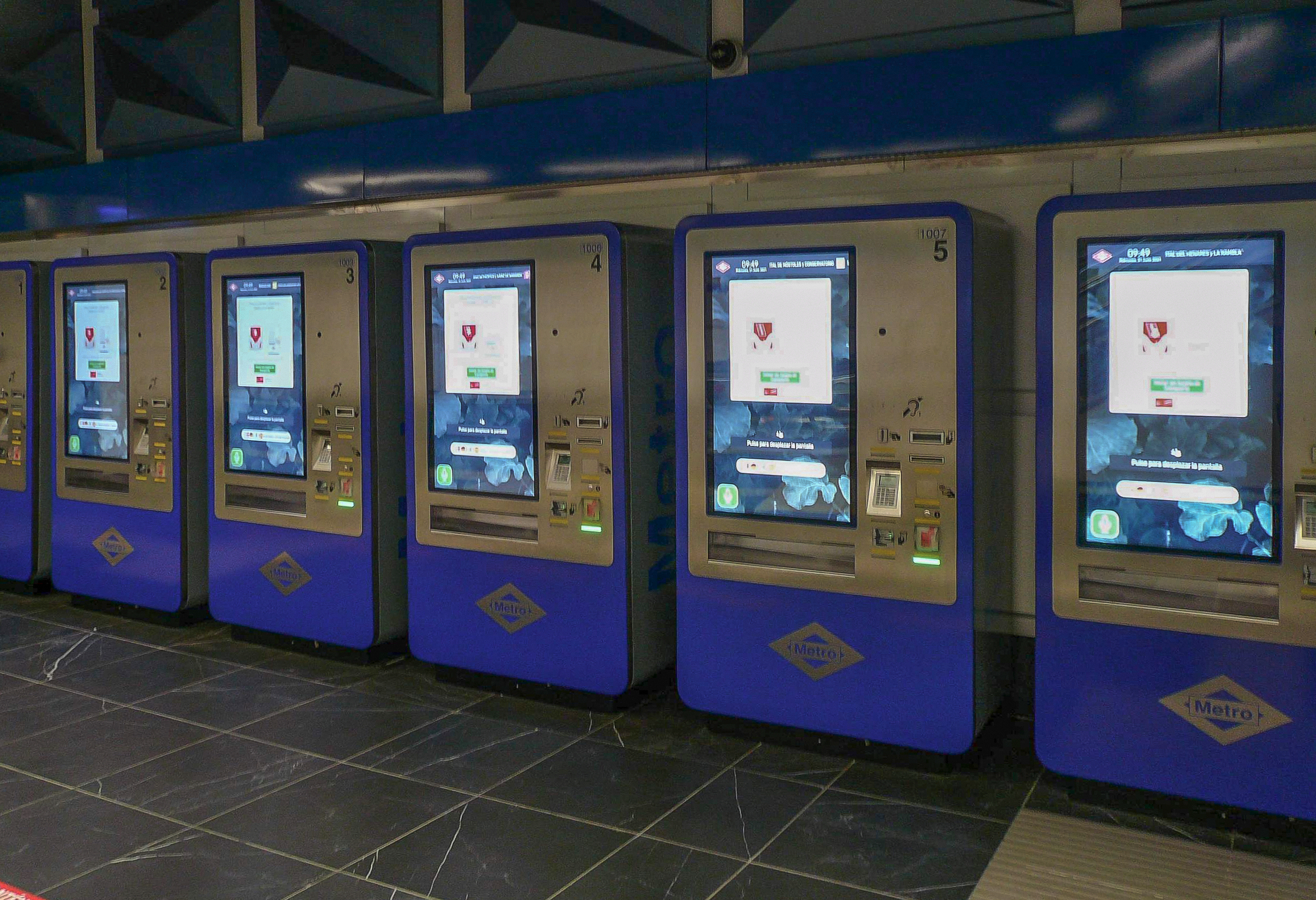
Nuevas máquinas expendedoras en la estación de Gran Vía

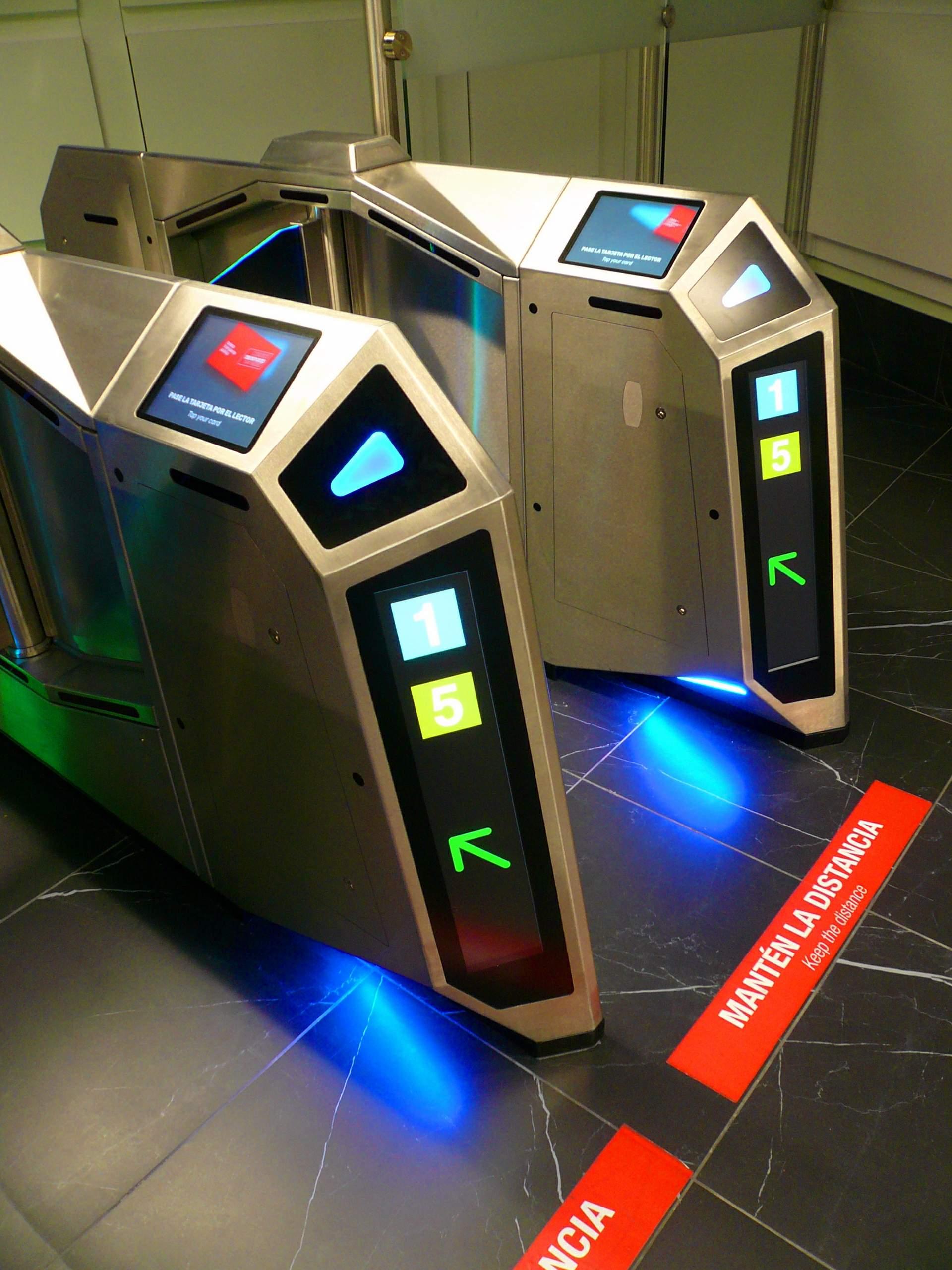
Nuevos tornos en la estación de Gran Vía, reformada en 2021

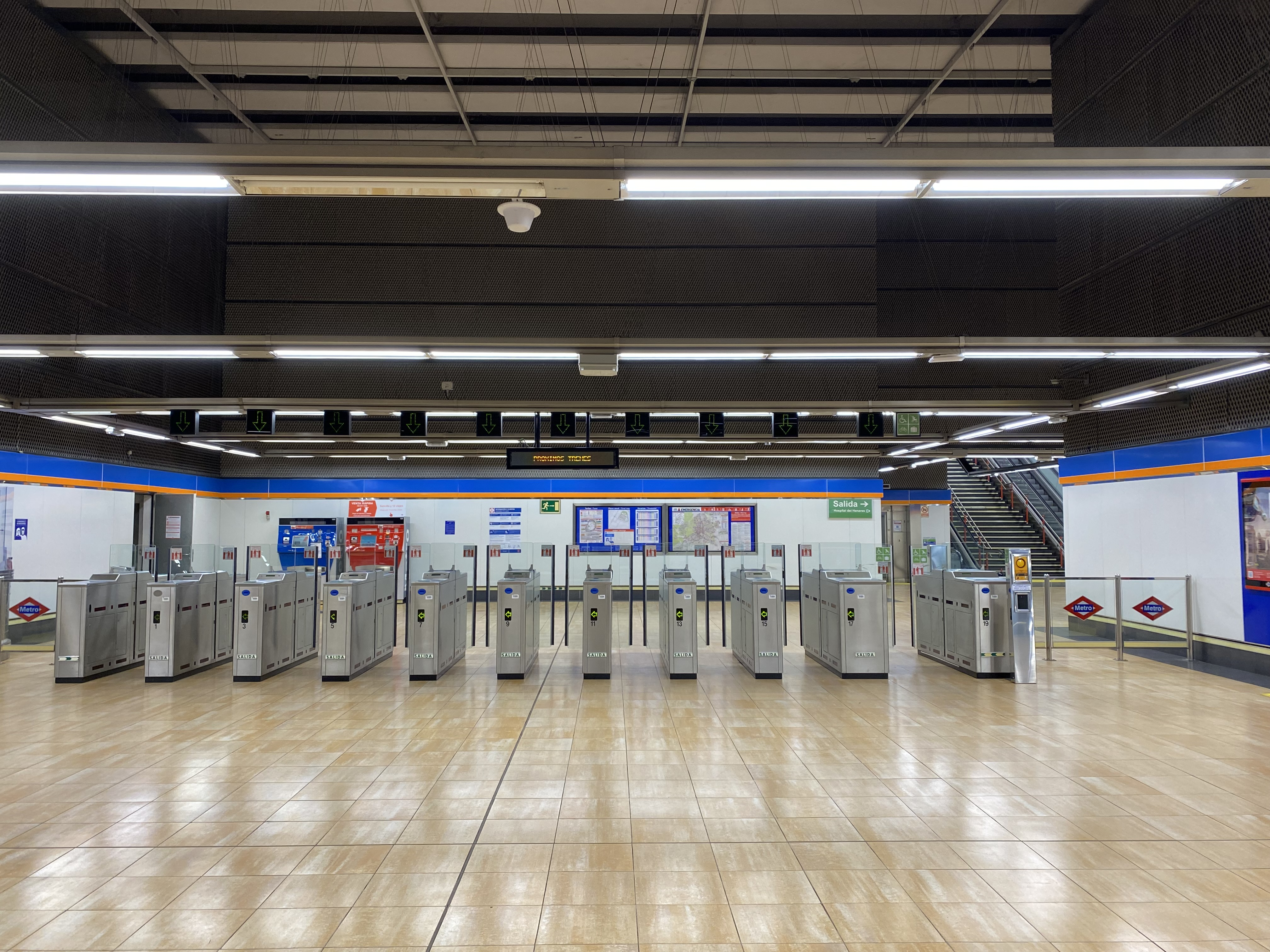
Vestíbulo de la estación de Hospital del Henares, línea 7

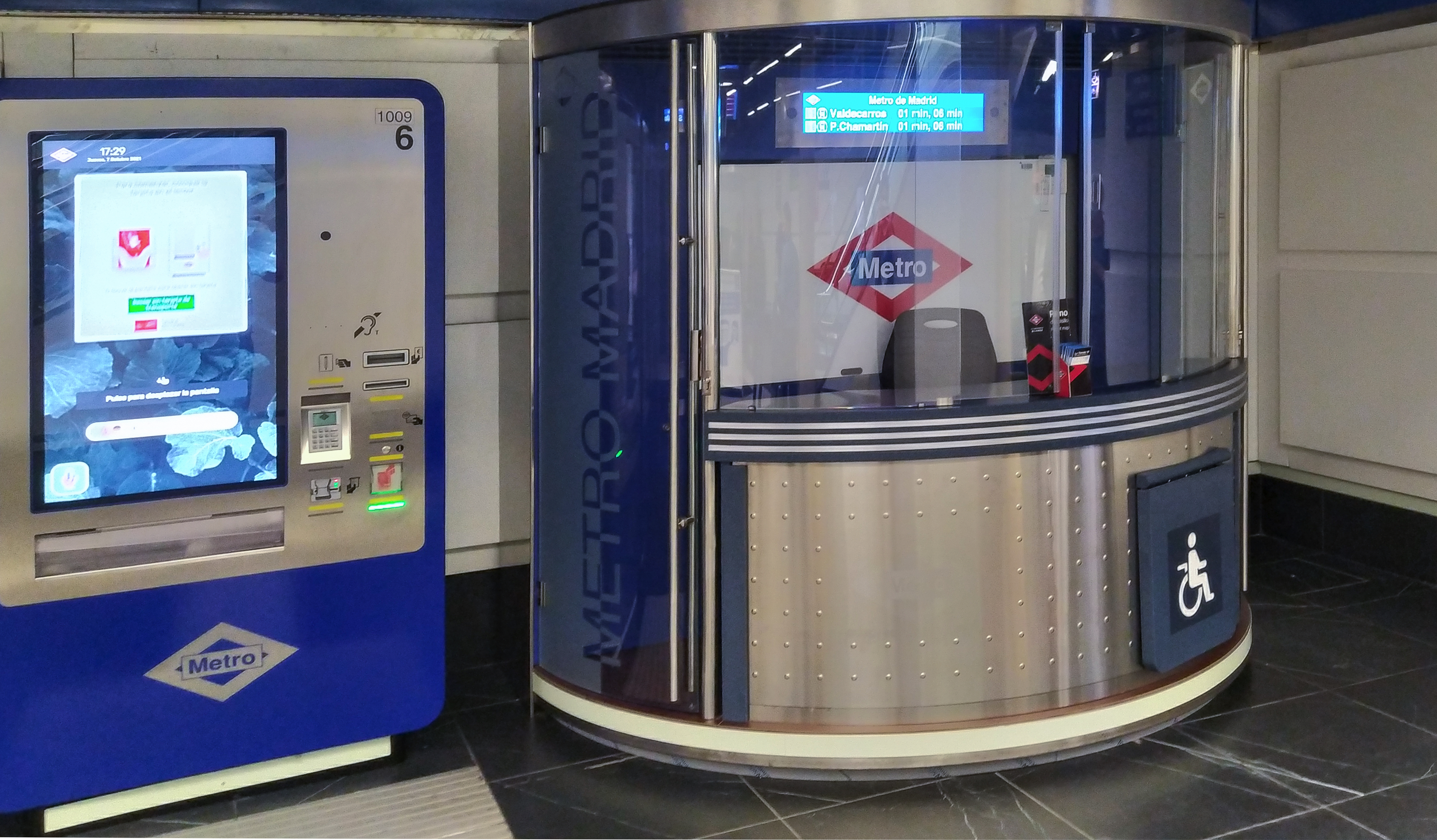
El servicio de taquilla fue eliminado en toda la red en abril de 2017. En su lugar, los vendedores pasaron a ser supervisores e informadores

### Horarios y frecuencias
Toda la red de metro tiene un horario de servicio de 6:00 a 1:30. La frecuencia entre trenes depende del día y la línea, pero suele oscilar de 3 a 6 minutos en hora punta, de 7 a 10 en hora valle y de 10 a 15 a partir de las 22 h. A diferencia de la mayoría de los sistemas de metro, que funcionan por horario, el de Madrid opera por intervalos regulados por el sistema denominado SIRAT. Esto hace que el tren pare en algunas estaciones más tiempo del aparentemente necesario. A partir de las 22 h se elimina esta regulación y se pasa a operar por horario, lo que hace más rápidos los trayectos.
La apertura de la red las noches de viernes y sábados ha sido demandada y prometida en diversas ocasiones. Entre 2006 y 2013 estuvo en servicio la red de Búho Metro, autobuses nocturnos que reproducían a grandes rasgos las líneas de metro pero en superficie.
En respuesta a la borrasca Filomena, que causó grandes nevadas y la suspensión de todos los autobuses de la capital, la noche del 8 al 9 de enero de 2021 la línea 8 operó directamente entre Nuevos Ministerios y el Aeropuerto, y del 9 al 16 de enero toda la red permaneció abierta, lo que supuso 7 noches seguidas de funcionamiento, más de 200 horas.

### Tarifas
Las tarifas del Metro de Madrid se enmarcan en las del Consorcio de Transportes, existiendo títulos de viaje personales y no personales. Dichos títulos se almacenan en tarjetas sin contacto: las Tarjetas Transporte Público pueden almacenar un título personal y hasta dos no personales, mientras que las Tarjetas Multi se pueden almacenar hasta tres títulos no personales. Las Tarjetas Transporte Público se obtienen en una Oficina TTP mediante cita previa, mientras que las Tarjetas Multi se pueden comprar en las estaciones y en estancos por 2,50 €. También se ha habilitado un portal web que además de permitir pedir cita, añade opción para obtener la Tarjeta Transporte Público (personal), la Tarjeta Transporte Público Infantil, y la Tarjeta Transporte Público Anual, así como la petición de un duplicado de una Tarjeta Transporte Público ya existente por robo o extravío.

#### Títulos no personales
Hay tres títulos no personales: billetes sencillos, billetes de 10 viajes y billetes turísticos. Los billetes sencillos y de diez viajes tienen validez solo para una zona determinada. Si se lleva en una Tarjeta Multi, un billete de 10 viajes puede ser usado por varias personas en el mismo viaje.
Los abonos turísticos permiten una cantidad ilimitada de viajes durante un periodo de tiempo determinado. Los niños menores de 11 años tienen un 50 % de descuento.
| Red | Cobertura | Precio (€)   | Precio (€) |
| Red | Cobertura | Sencillo     | 10 viajes  |
| --- | --- | ------------ | ---------- |
| Metro de Madrid | Estaciones de la zona A de Metro y línea de Metro Ligero                                                                                              | 1,50 a 2,00* | 12,20      |
| MetroNorte | Línea de La Granja a Hospital Infanta Sofía | 1,50         | 11,20      |
| MetroEste | Línea de Estadio Metropolitano a Hospital del Henares                                                                                                 | 1,50         | 11,00      |
| MetroSur | Línea en la estación de El Casar, línea en las estaciones de Joaquín Vilumbrales y Puerta del Sur, línea en la estación de La Fortuna, y línea entera | 1,50         | 11,20      |
| Metro Ligero Oeste | Líneas y de Metro Ligero, sin transbordos | 2,00         | 12,00      |
| TFM | Línea de Puerta de Arganda a Arganda del Rey | 2,00         | 12,20      |
| Combinado | Toda la red de Metro y Metro Ligero | 3,00         | 18,00      |
| Suplemento aeropuerto                                                                                                  | Abonado para entrar o salir por las estaciones de Aeropuerto T1-T2-T3 y Aeropuerto T4                                                                 | 3,00 €       | 3,00 €     |
| * El billete sencillo cuesta 1,50 € para 5 estaciones o menos, más 0,10 € por estación extra hasta un máximo de 2,00 € | |              |            |

| Duración          | 1 día | 2 días | 3 días | 4 días | 5 días | 7 días |
| Precio Zona A (€) | 8,40  | 14,20  | 18,40  | 22,60  | 26,80  | 35,40  |
| Precio Zona T (€) | 17,00 | 28,40  | 35,40  | 43,00  | 50,80  | 70,80  |

Los billetes turísticos de la zona A tienen validez en las estaciones de Metro, Metro Ligero y Cercanías de la zona A, además de todas las líneas de la EMT (excepto la Exprés Aeropuerto); mientras que los de la zona T tienen validez en el transporte de todas las zonas, excepto en la línea Exprés Aeropuerto y en los trenes a Toledo.

#### Títulos personales
Los títulos personales son abonos mensuales o anuales que permiten viajes ilimitados por las zonas que cubren. Solo pueden ser usados por una persona en su tarjeta personal, por lo que requieren cita previa en una Oficina TTP. Tienen validez en todos los transportes de la Comunidad.
| ZonaAbono                                                                                 | A        | B1       | B2       | B3       | C1       | C2       | E1       | E2       | 2 zonas contiguas |
| ----------------------------------------------------------------------------------------- | -------- | -------- | -------- | -------- | -------- | -------- | -------- | -------- | ----------------- |
| Normal                                                                                    | 54,60 €  | 63,70 €  | 72,00 €  | 82,00 €  | 82,00 €  | 82,00 €  | 110,60 € | 131,80 € | 47,90 €           |
| Joven (de 7 a 25 años)                                                                    | 20,00 €  | 20,00 €  | 20,00 €  | 20,00 €  | 20,00 €  | 20,00 €  | 20,00 €  | 20,00 €  | N/A               |
| Tercera edad (más de 65 años)                                                             | Gratuito | Gratuito | Gratuito | Gratuito | Gratuito | Gratuito | —        | —        | N/A               |
| Infantil (de 4 a 6 años)                                                                  | Gratuito | Gratuito | Gratuito | Gratuito | Gratuito | Gratuito | Gratuito | Gratuito | N/A               |
| Tarjeta azul (discapacidad)                                                               | 6,20 €   | —        | —        | —        | —        | —        | —        | —        | —                 |
| (Precios antes del descuento temporal del 60 %, vigente hasta el 31 de diciembre de 2024) |          |          |          |          |          |          |          |          |                   |

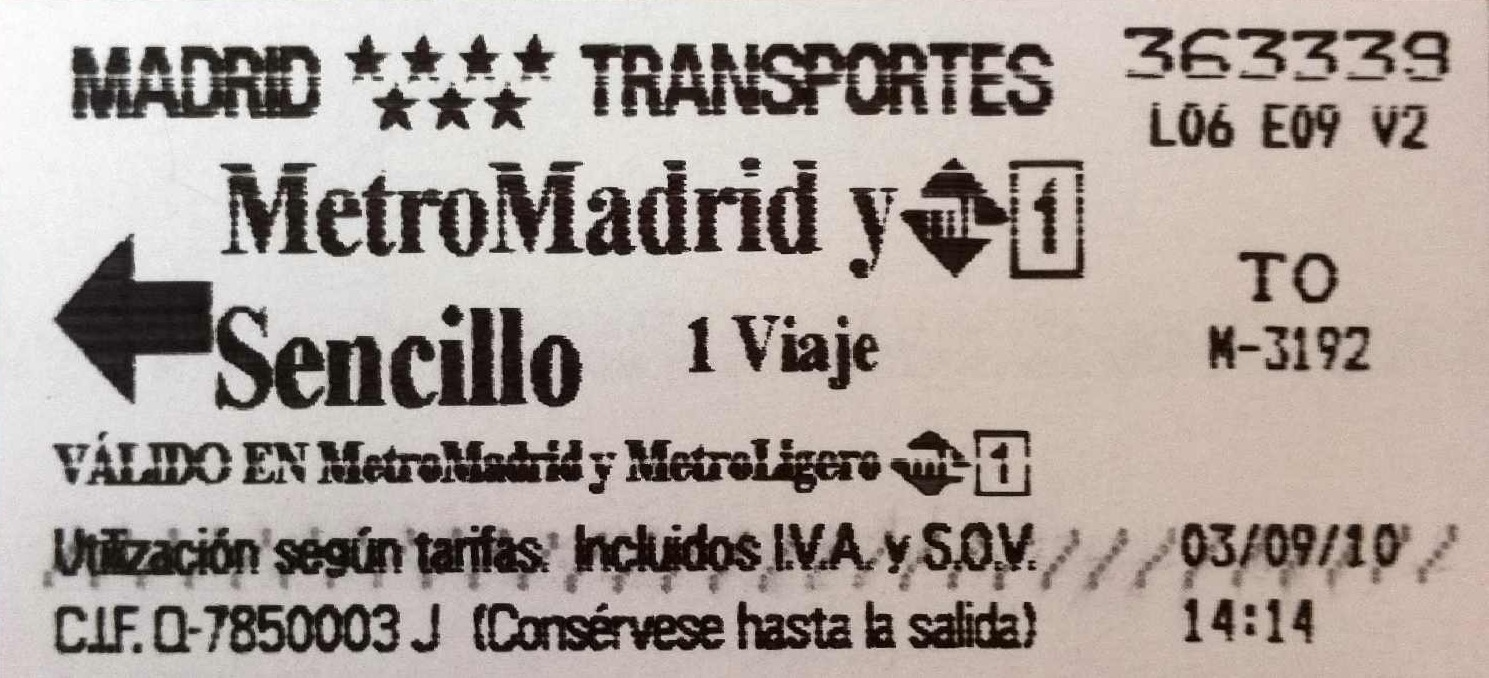
Billete sencillo de papel, en desuso desde octubre de 2017

A partir del 1 de enero de 2022, los abonos mensuales y anuales de las zonas C1 y C2 pasaron a costar lo mismo que los de la zona B3, 82 € el mensual y 820 € el anual. Los demás billetes de estas zonas permanecen sin cambios.

Zonas tarifarias del Consorcio Regional de Transportes de Madrid

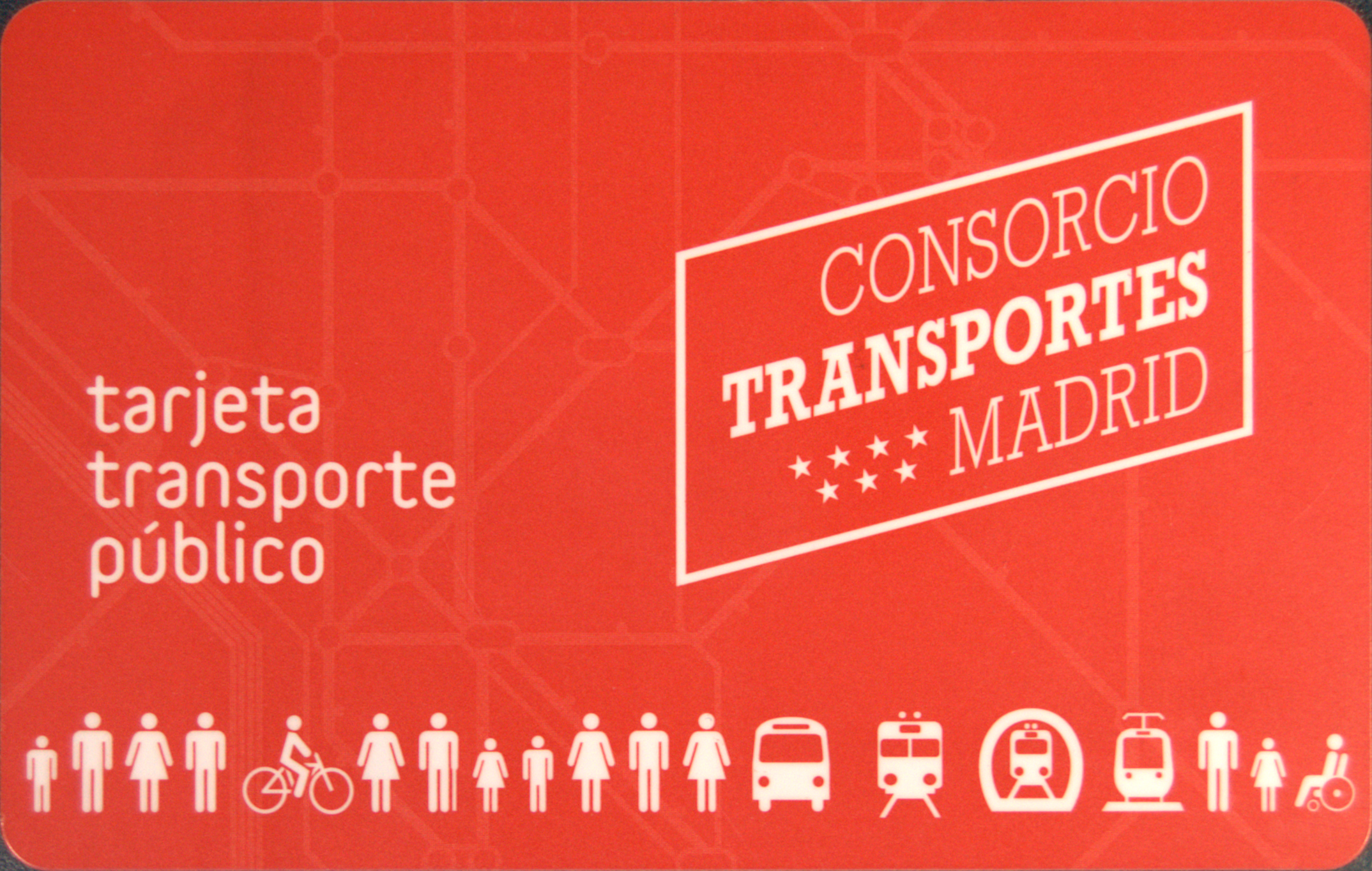
Tarjeta de transporte público de la Comunidad de Madrid

Las zonas en las que hay metro son las siguientes:
| Zona | Líneas y estaciones |
| ---- | --- |
|      | - Líneas enteras - Línea de Villaverde Alto a Moncloa - Línea de Pitis a Estadio Metropolitano - Línea de Paco de Lucía a Puerta de Arganda - Línea de Ronda de la Comunicación a Cuatro Vientos - Línea de Plaza Elíptica a La Peseta                                                                                                 |
|      | - Línea : estación de El Casar - Línea de Barrio del Puerto a Hospital del Henares - Línea de Rivas-Urbanizaciones a Rivas Vaciamadrid - Línea de Hospital Infanta Sofía a La Granja y las estaciones de Joaquín Vilumbrales y Puerta del Sur - Línea : estación de La Fortuna - Línea de Parque Oeste a Arroyo Culebro (por el norte) |
|      | - Línea de Universidad Rey Juan Carlos a Parque de los Estados (por el sur) |
|      | - Línea : estaciones de La Poveda y Arganda del Rey |

#### Descuentos
Todos los títulos, sean personales o no, están sujetos a descuentos si se llevan en una Tarjeta Transporte Público y el titular reúne ciertas condiciones. Estos descuentos son del 20 % para personas con al menos un 65 % de minusvalía o de familias numerosas categoría general; y del 50 % para familias numerosas categoría especial. Una vez hecho el descuento, el precio se redondea por truncamiento a los diez céntimos. Los descuentos son apilables, por lo que alguien con discapacidad de al menos 65 % de una familia numerosa tendría un 40 % o un 70 % de descuento, según la categoría de familia numerosa.

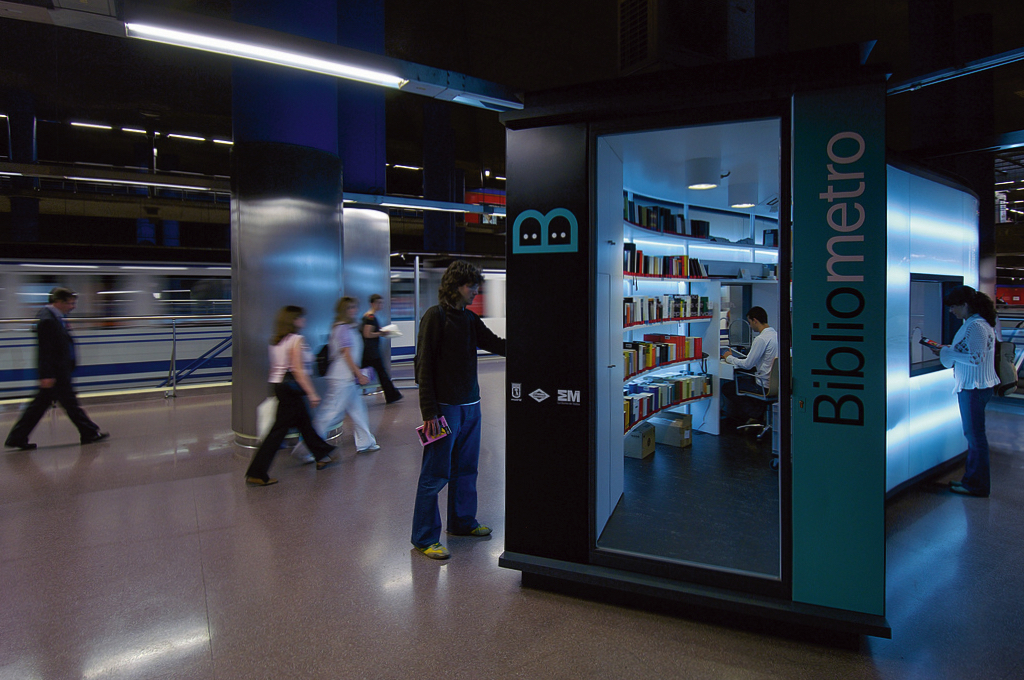
Quiosco del servicio Bibliometro en la estación de Mar de Cristal

### Bibliometro y Canalmetro
El servicio de Bibliometro entró a formar parte como un elemento más de la Red en abril de 2005, poniendo a disposición del usuario el préstamo de libros, a modo de biblioteca, en las estaciones de Nuevos Ministerios, Canal, Aluche, Moncloa, Chamartín, Sierra de Guadalupe, Puerta de Arganda, Embajadores, Mar de Cristal, Carabanchel Alto, Legazpi y Puerta del Sur. El servicio está disponible de 13:30 a 20:00, y funciona con el carnet único de bibliotecas de Madrid, que también es usado en las bibliotecas del Ayuntamiento y de la Comunidad.
Canalmetro era un conjunto de vídeos ofrecidos por Metro de Madrid que se proyectan en algunos andenes y coches. Incluye información de estaciones, breves noticias y campañas publicitarias de metro. A pesar de encontrarse ya instalado en estaciones con gran afluencia de viajeros, la mayoría permanecen apagados. En las estaciones renovadas recientemente se ha retirado el proyector y las pantallas que se utilizaban para este servicio.

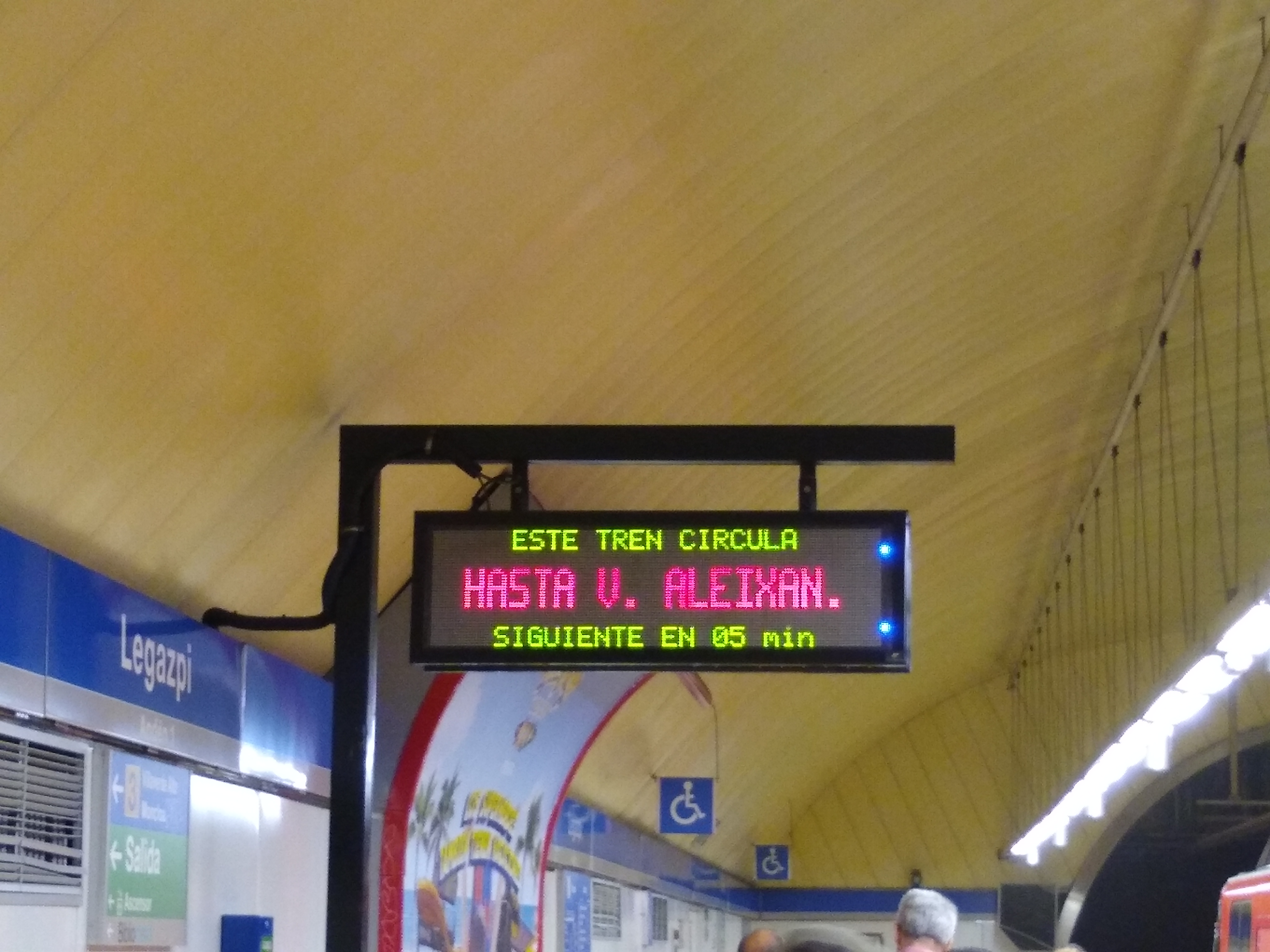
Teleindicador

## Cartelería
La cartelería de información al viajero usada en la actualidad fue introducida en 1982. Esta usa paneles de distintos colores para indicar diferentes destinos dentro de una estación, además de colores únicos para identificar las líneas.
| Color | Color | Color         | Significado                                       |
| ----- | ----- | ------------- | ------------------------------------------------- |
|       |       | Azul          | Información relativa a líneas y destinos          |
|       |       | Verde         | Información relativa a las salidas de la estación |
|       |       | Rojo          | Prohibiciones                                     |
|       |       | Gris o blanco | Información complementaria                        |

En las estaciones hay paneles que indican tanto las estaciones a las que se puede llegar desde un andén como los destinos dentro de la propia estación. Además, en los vestíbulos y los andenes hay cuadros informativos con un mapa zonal, información sobre tarifas, un cuadro de horarios, un mapa de toda la red y avisos temporales como huelgas o afecciones al servicio.
Cuando hay alguna afección al servicio se despliegan carteles móviles en todos los vestíbulos informando de esta.
Dentro de cada tren hay esquemas de las líneas por las que podría circular dicho tren, además de megafonía que anuncia las estaciones y sus correspondencias según se llega a ellas. En algunos trenes también se da esta información mediante scrolls de leds en los extremos del coche.

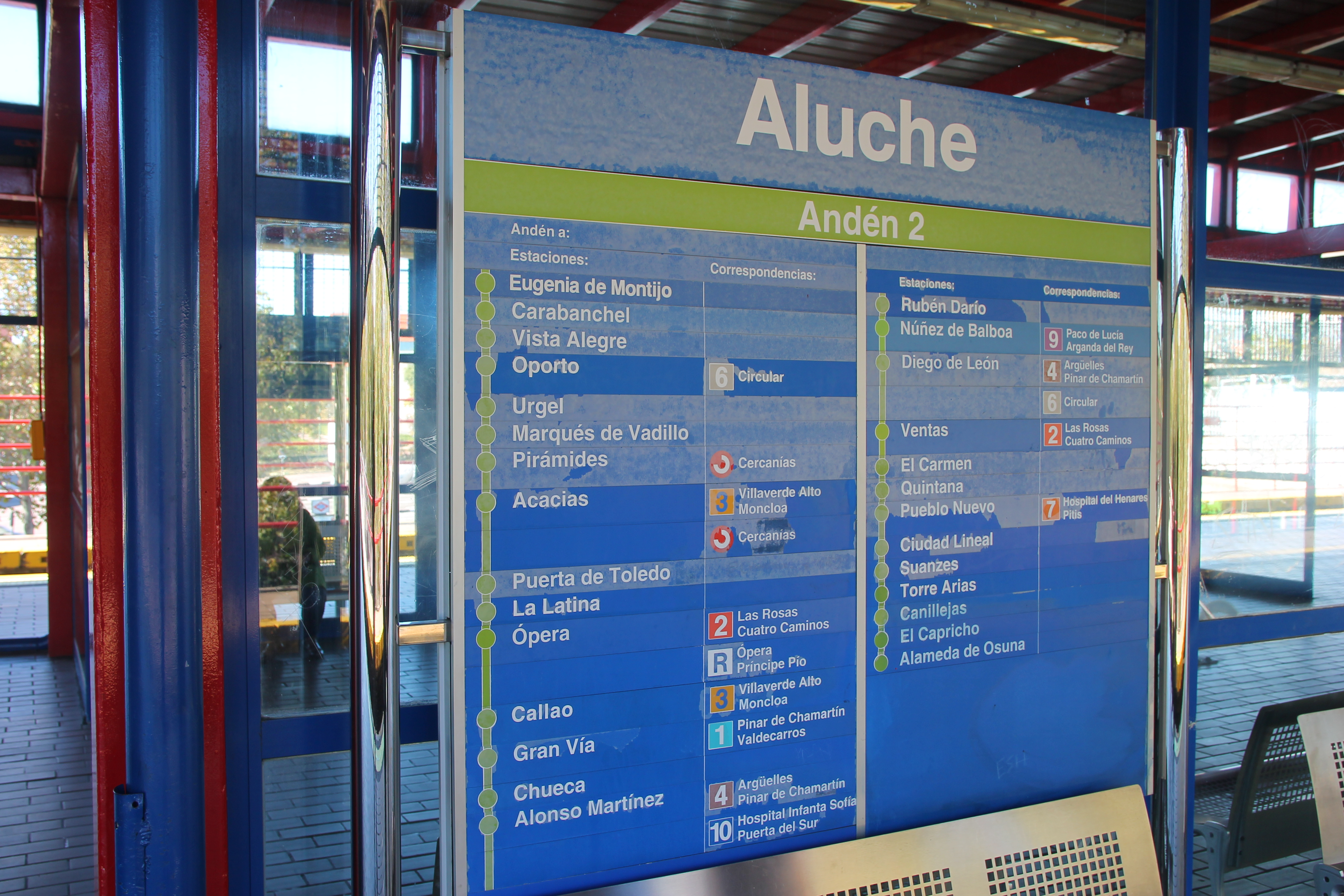
Panel de estaciones en la estación de Aluche
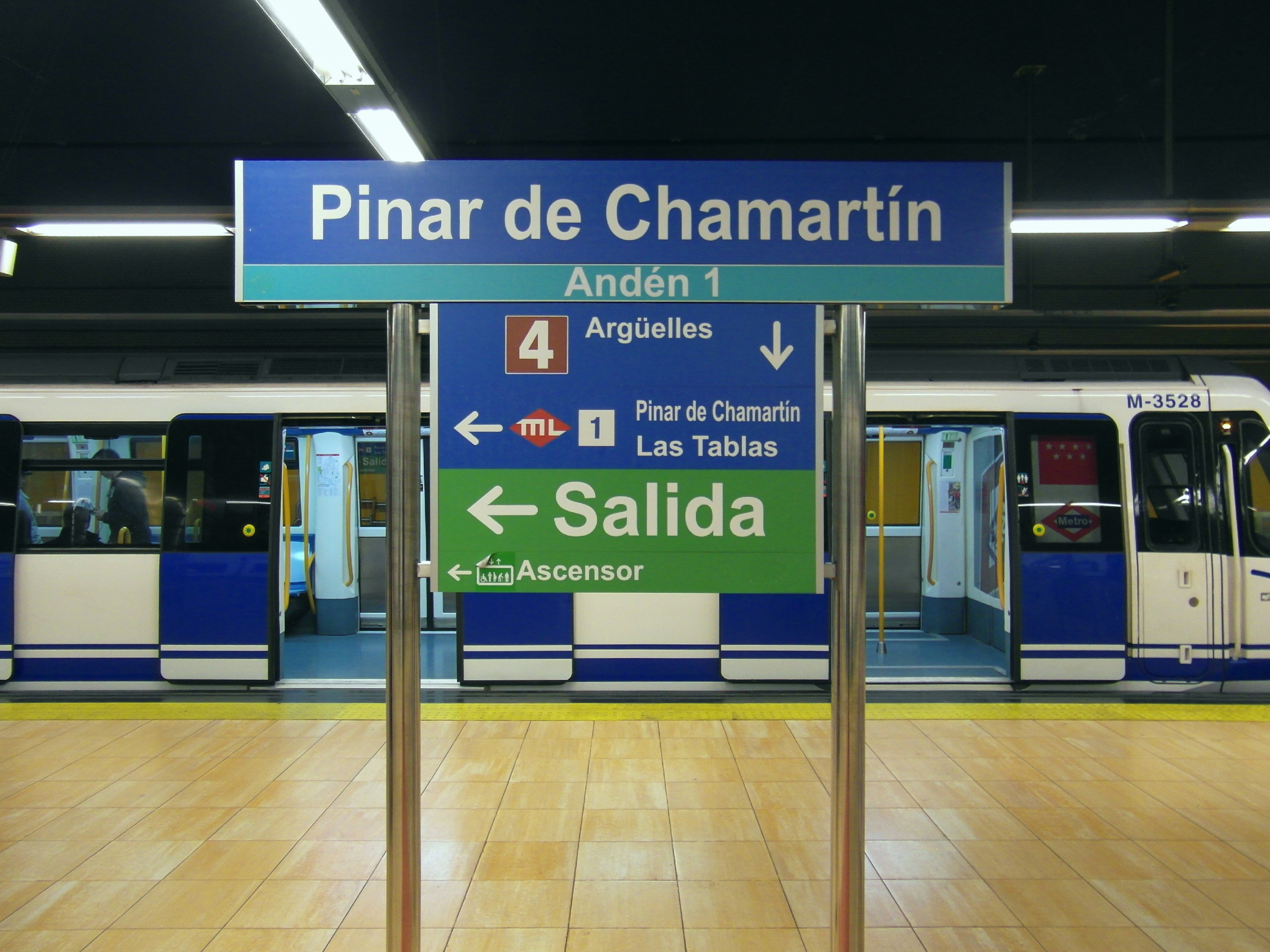
Paneles con destinos en Pinar de Chamartín
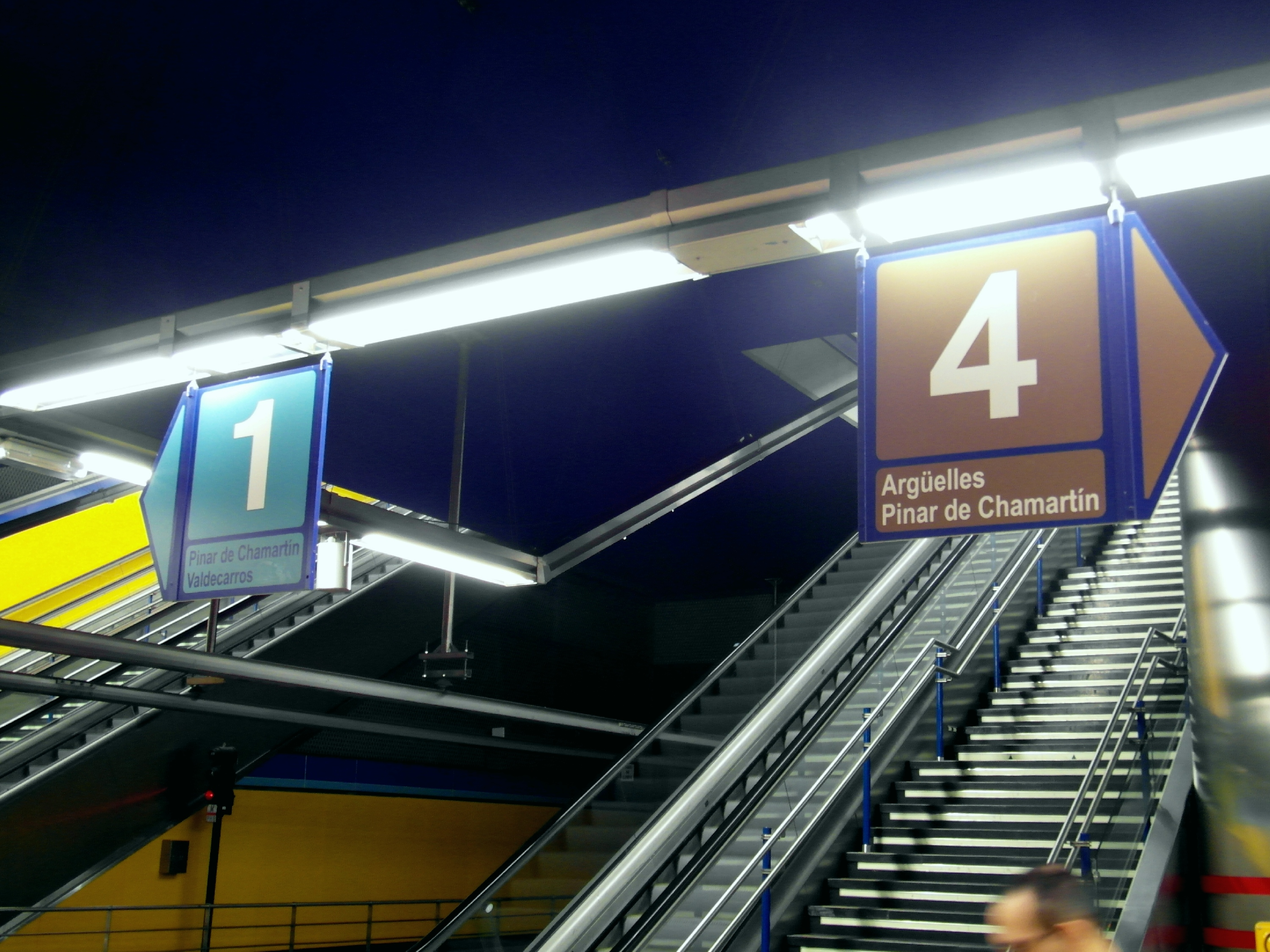
Carteles colgados, para espacios amplios
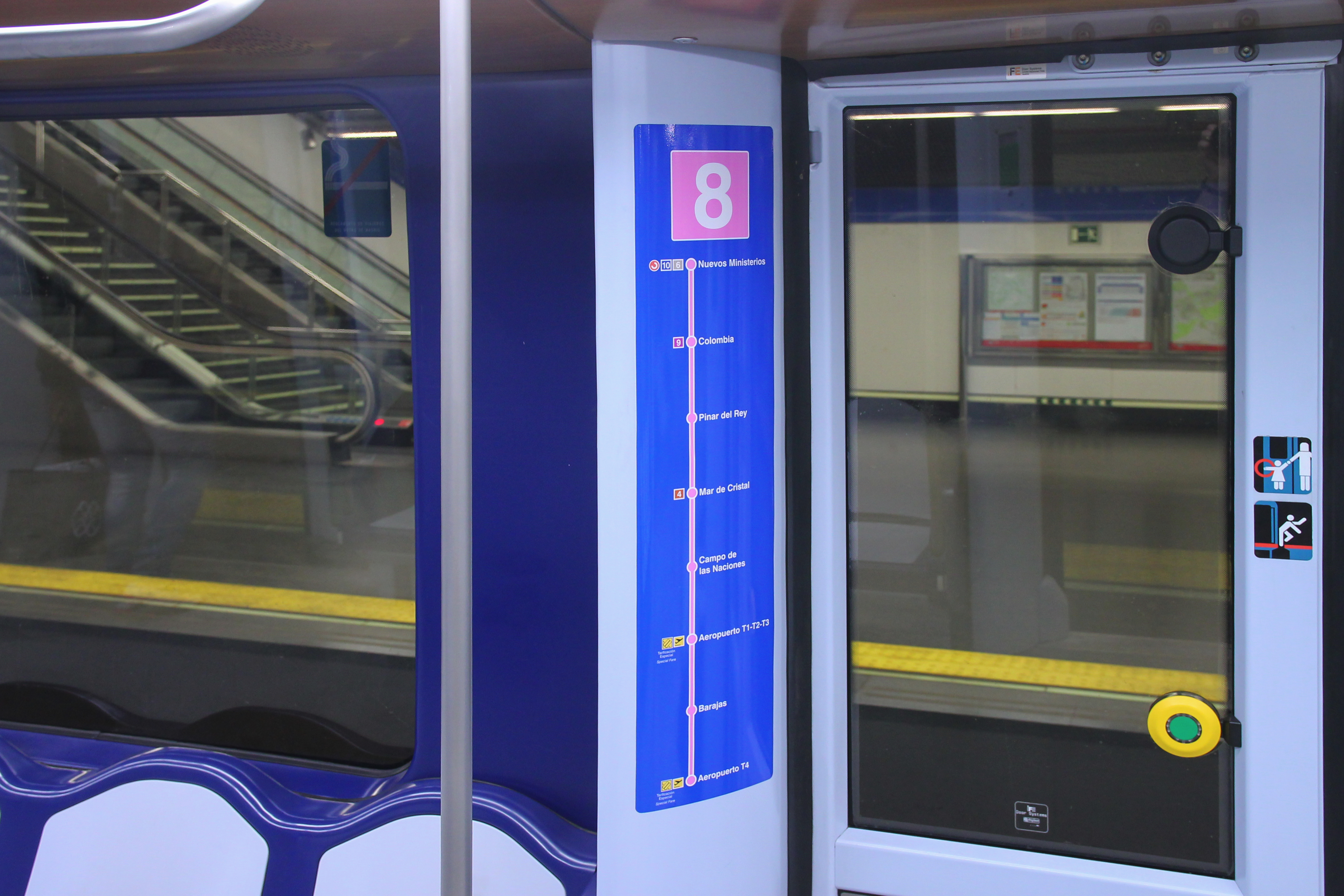
Esquema (o termómetro) en un tren serie 7000
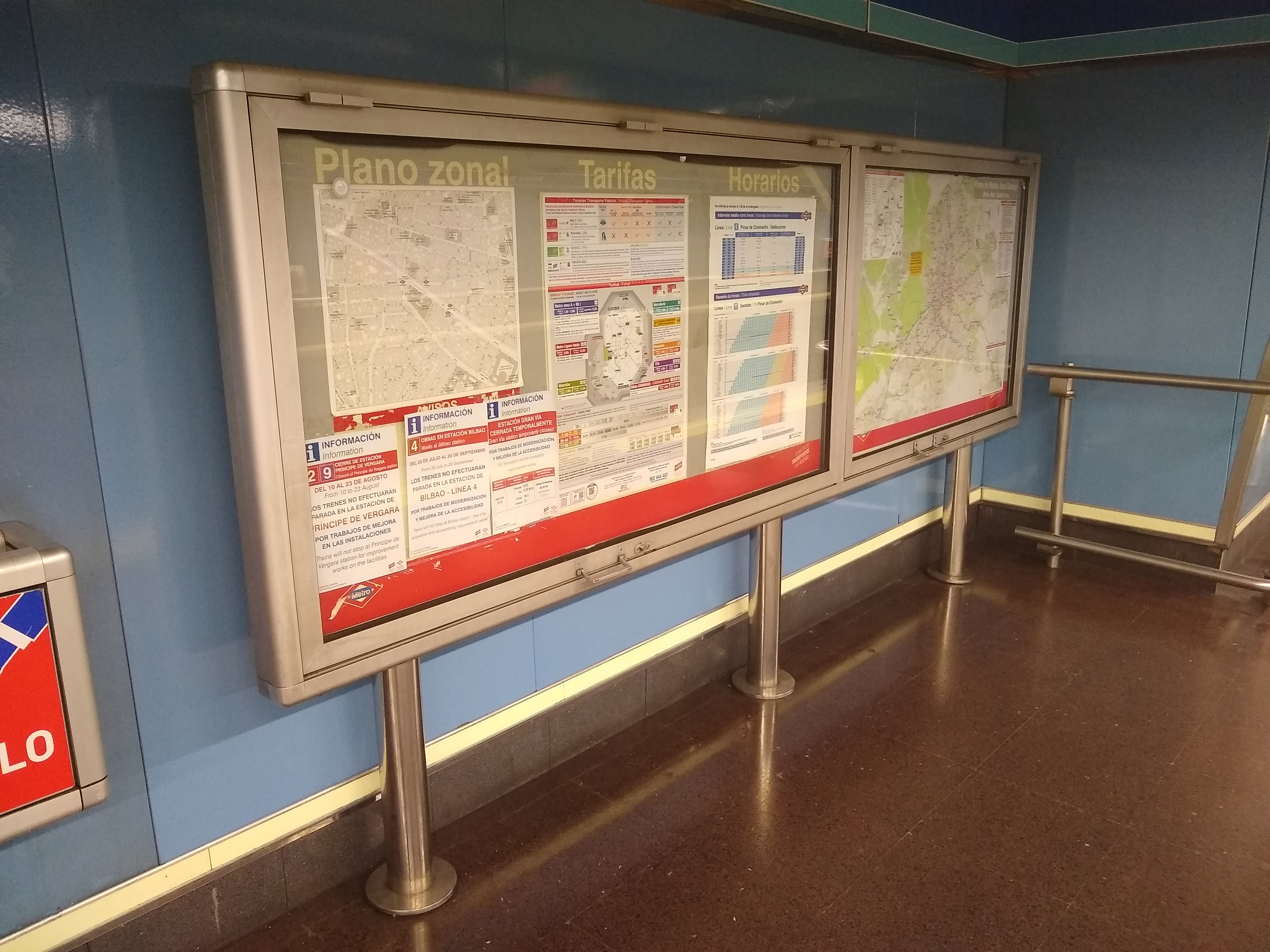
Cuadro informativo en un andén de A. Martín
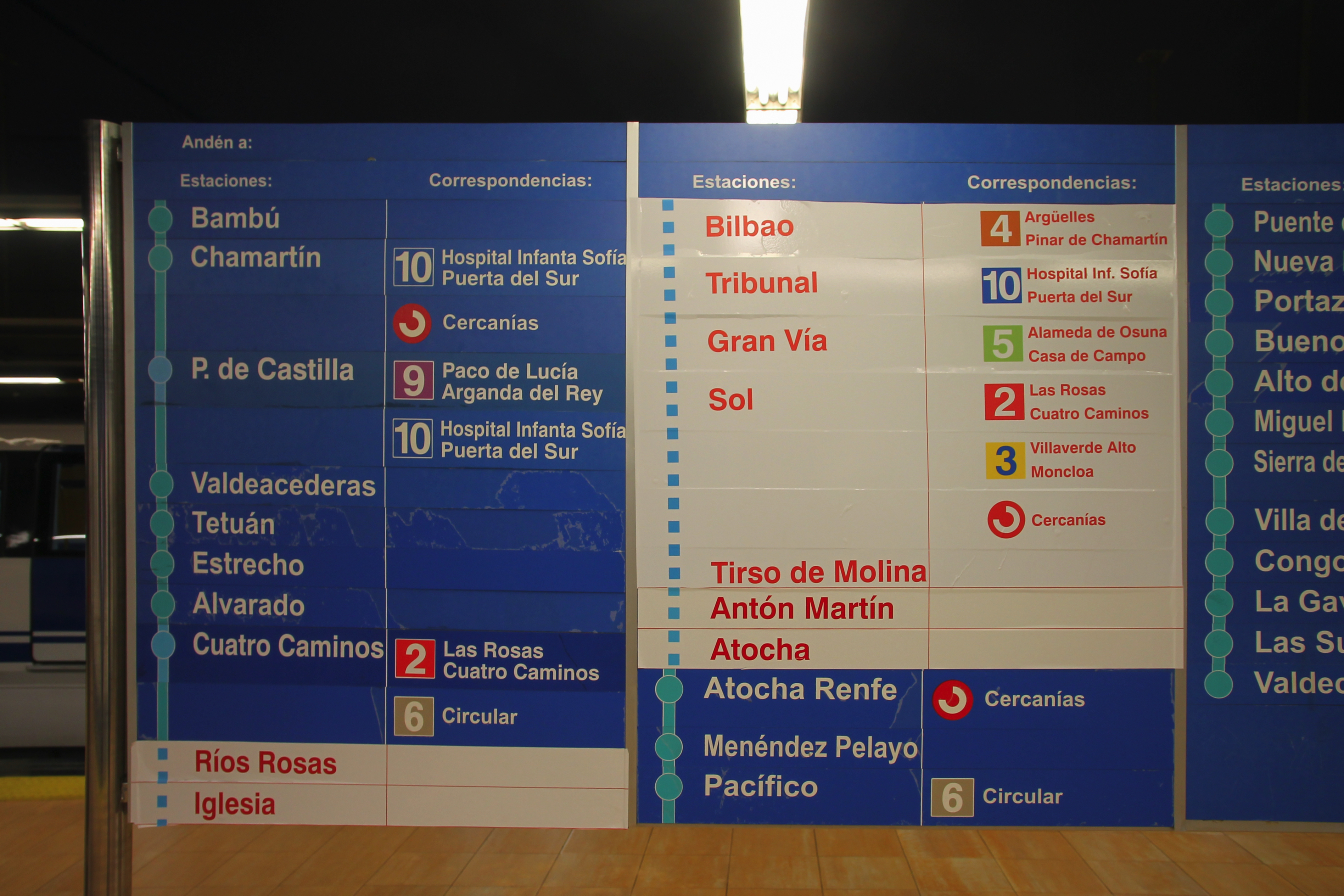
Panel de estaciones con modificaciones por obras
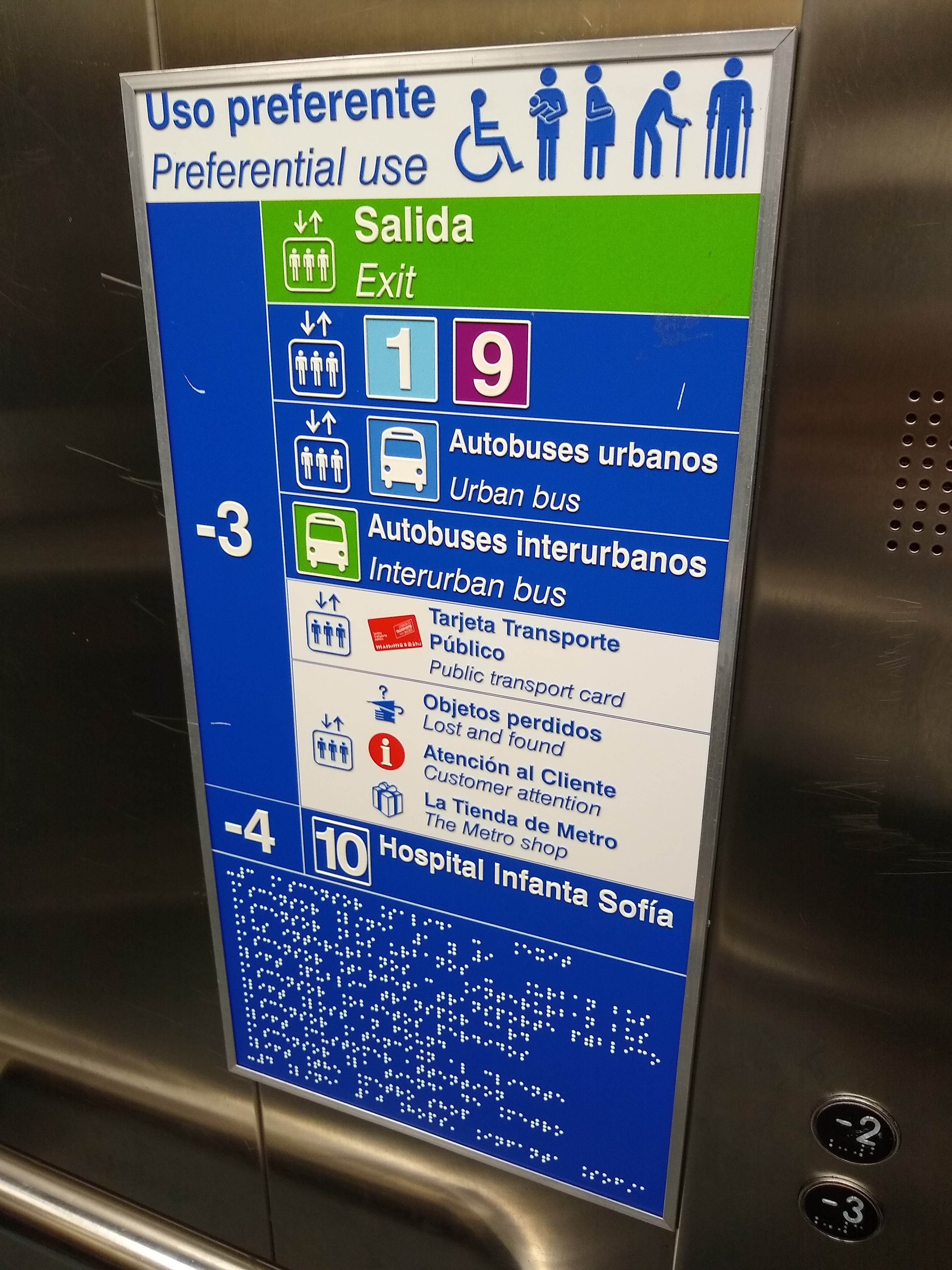
Indicaciones en un ascensor
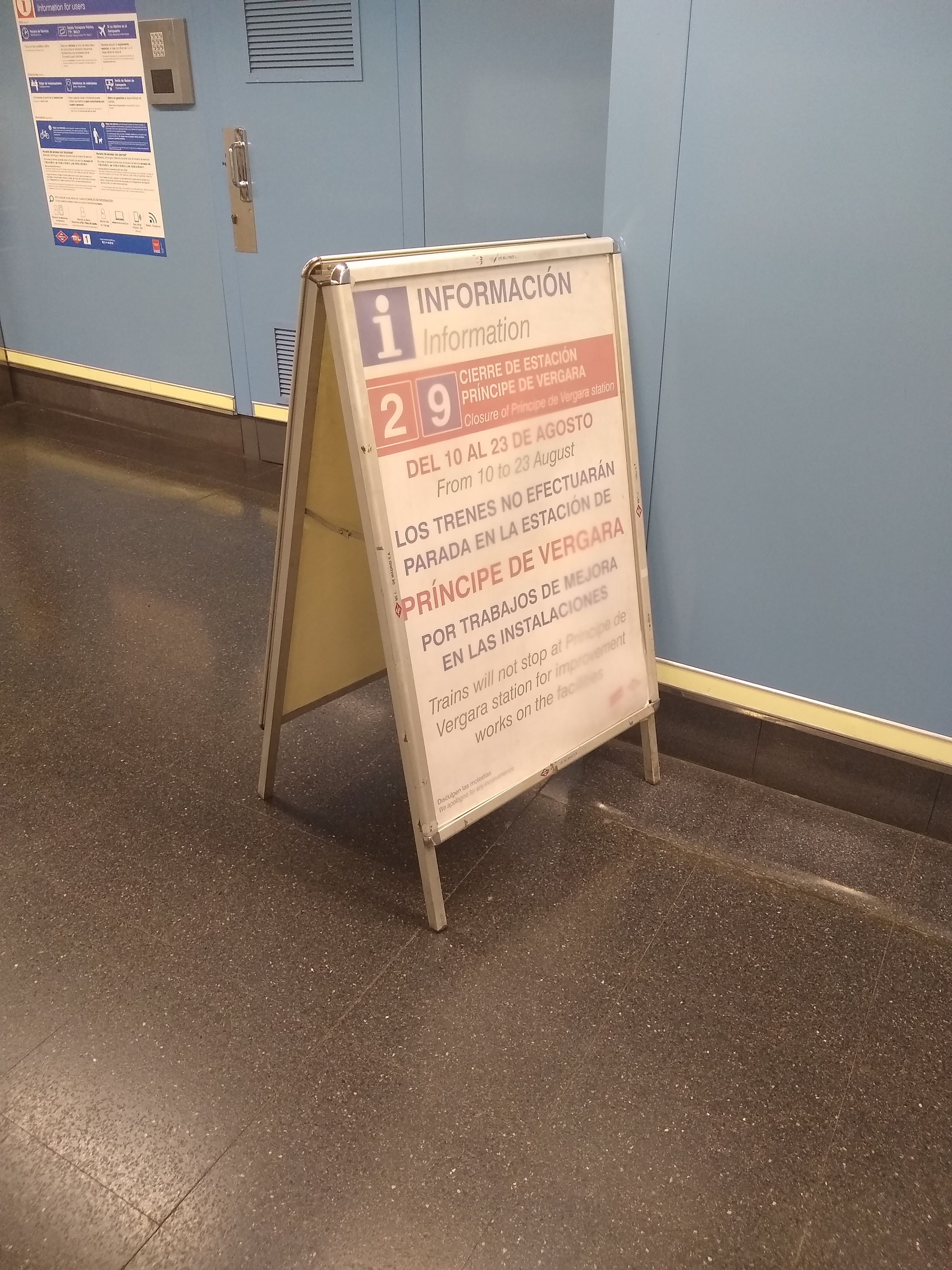
Cartel temporal

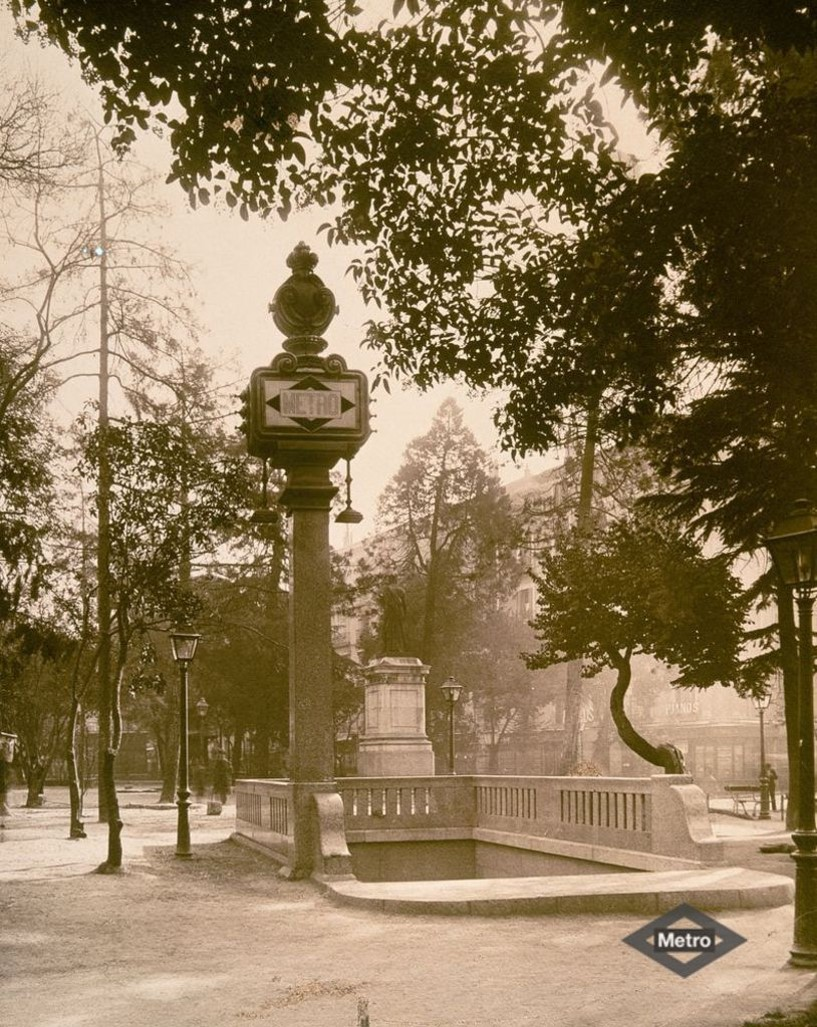
Primer logo del Metro, en la actual estación de Tirso de Molina

En todos los andenes hay teleindicadores LED que indican el tiempo que falta para el siguiente tren y afecciones al servicio si las hubiera.

### Logotipo
El primer logotipo que tuvo el metro de Madrid fue diseñado por Antonio González Echarte, ingeniero de caminos, canales y puertos que también diseñó las estaciones, cocheras y otras dependencias. Dicho logo se exhibía principalmente en las entradas a las estaciones, y consistía en un rombo rojo con la palabra «metro» en color azul.
Tras un pequeño rediseño en 1921, cuando el azul pasó a ocupar el rectángulo bajo el nombre, el logo cambió drásticamente en 1931, pues con la implantación de la Segunda República la empresa cambió su nombre de Compañía Metropolitano Alfonso XIII a Compañía Metropolitano de Madrid.
El nuevo logo, consistente en dos emes una sobre la otra rodeadas por una ce sobre fondo granate, duró hasta 1939, cuando el régimen franquista lo revirtió al anterior. El logo permaneció sin cambios hasta 1981, cuando fue modificado por Arcadi Moradell, encargado de crear la identidad visual del Metro, pasando el texto a minúsculas y su fuente a Helvetica.
En 2019, Metro presentó su «logo centenario», obra de Azucena Herranz, que modificaba el rombo dándole forma de «100».

## Consejo de administración
Desde el 28 de julio de 2023, la composición del Consejo de administración es la siguiente:
- Jorge Rodrigo Domínguez, presidente del consejo, en calidad de consejero de Vivienda, Transportes e Infraestructuras de la Comunidad de Madrid.
- José María García Gómez, vicepresidente del consejo, en calidad de viceconsejero de Vivienda, Transportes e Infraestructuras de la Comunidad de Madrid.
- Ignacio Vázquez Casavilla, consejero delegado de Metro de Madrid.
- María Teresa Barcons Marqués, en calidad de secretaria general técnica de la Consejería de Transportes e Infraestructuras de la Comunidad de Madrid.
- Pablo Rodríguez Sardinero, en calidad de director general del Consorcio Regional de Transportes de la Comunidad de Madrid.
- Miguel Núñez Fernández, en calidad de director general de Infraestructuras de Transporte Colectivo de la Comunidad de Madrid.
- Luis Miguel Torres Hernández, en calidad de director general de Transportes y Movilidad de la Comunidad de Madrid.
- José Antonio Sánchez Serrano, en calidad de viceconsejero de Presidencia y Administración Local de la Comunidad de Madrid.
- Daniel Rodríguez Asensio, en calidad de viceconsejero de Economía y Empleo de la Comunidad de Madrid.
- Juan Revuelta González, en calidad de viceconsejero de Hacienda y Función Pública de la Comunidad de Madrid.
- Santiago Ruedas Arteaga, secretario no consejero.

## Controversias

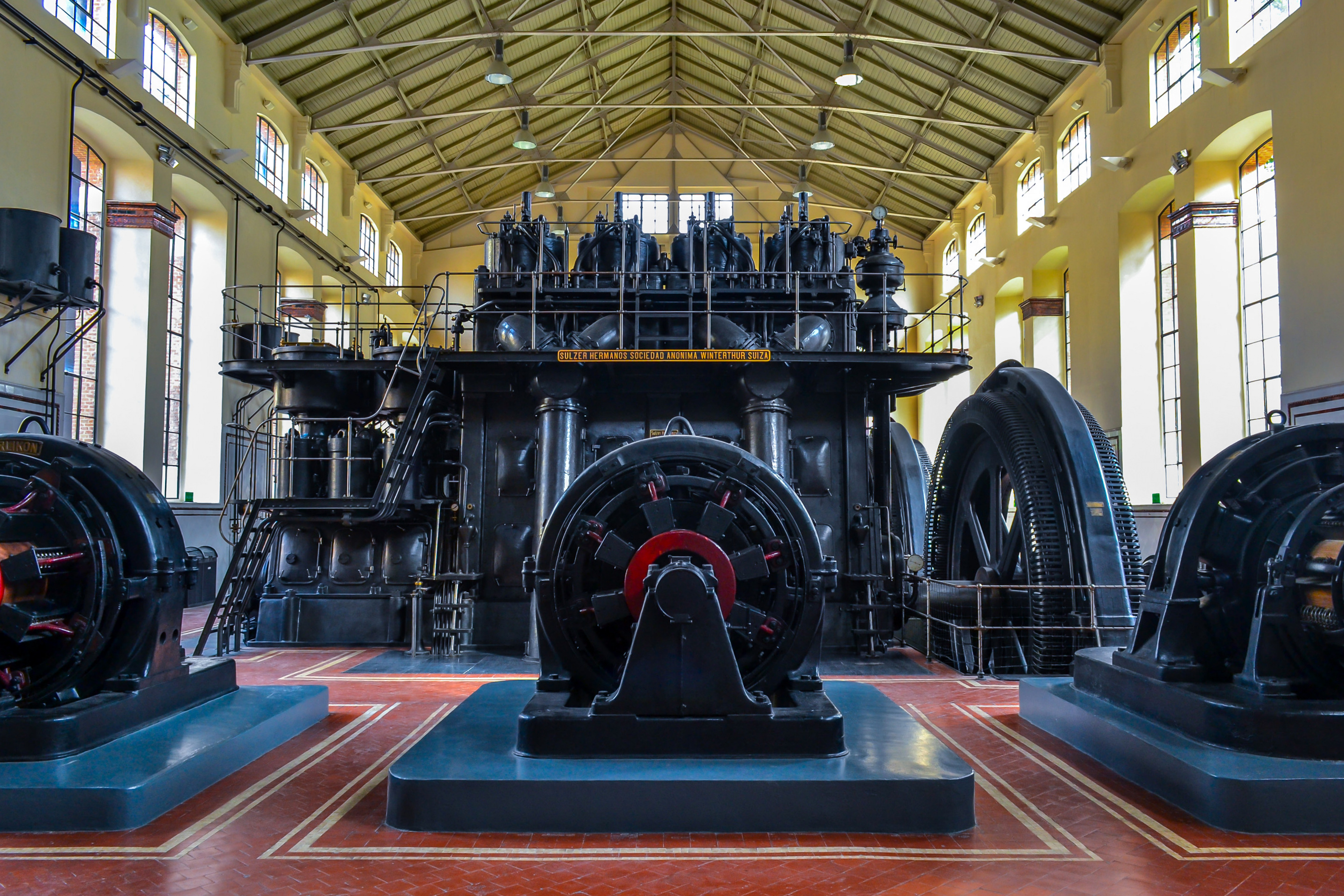
Antigua central eléctrica de Pacífico, Nave de Motores, hoy una de las dos sedes de Andén 0, el centro de interpretación de Metro de Madrid

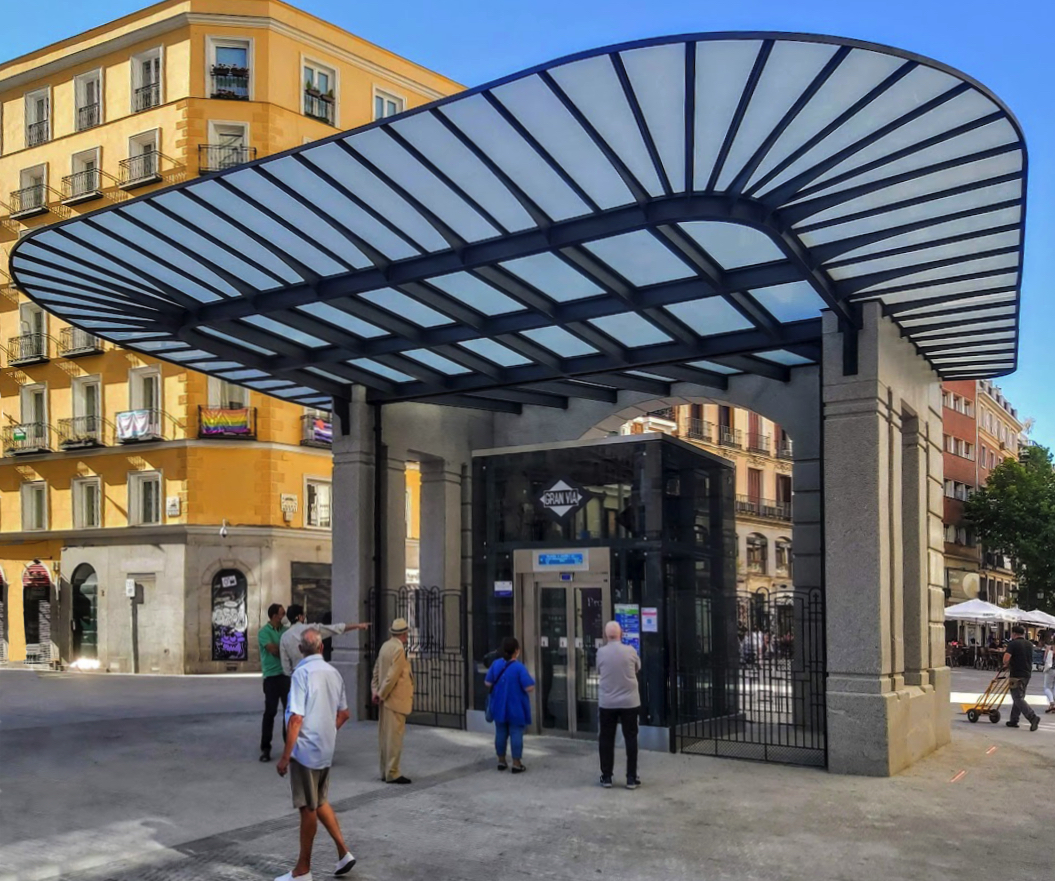
Réplica del templete de Antonio Palacios, en la calle Montera, recuperado en 2021

La controversia del metro de Madrid se debe principalmente a las aglomeraciones y frecuencias, según los sindicatos debida a la falta de maquinistas y trenes.

### Amianto
Existe amianto en ciertos puntos de 53 estaciones y piezas de algunos trenes, lo que, según se ha probado judicialmente, ha provocado al menos la muerte de un trabajador.
Metro de Madrid se ha comprometido a retirar los elementos que contienen este material cancerígeno en varias fases. De 2018 a 2021 en 20 estaciones, las de Manuel Becerra, Príncipe de Vergara, Alfonso XIII, Diego de León, Gran Vía, Pavones, Sainz de Baranda, Avenida de América, Alonso Martínez, Vicente Aleixandre, Ciudad Universitaria, Duque de Pastrana, Cuzco, Santiago Bernabéu, O'Donnell, Bilbao, Tribunal, Guzmán El Bueno, García Noblejas y Nuevos Ministerios. A continuación, de 2021 a 2023, en 8 estaciones, las de Esperanza, Arturo Soria, Prosperidad, Artilleros, Estrella, Ibiza, Núñez de Balboa y Cruz del Rayo.
Entre 2023 y 2025 se retirará de otras veinticinco estaciones, seis estaciones completas y solo los cuartos de otras diecinueve. Se remodelarán por completo las estaciones de Concha Espina, Pío XII, Ventilla, Barrio del Pilar, Herrera Oria y Conde de Casal, y se reformarán los cuartos de Canillejas, Plaza de España, Portazgo, Sevilla, Embajadores, Avenida de la Paz, Campamento, Las Musas, Fuencarral, Plaza de Castilla, Torre Arias, Tirso de Molina, Buenos Aires, Noviciado, Sol, Pirámides, Pacífico, Vinateros y Begoña.

### Accesibilidad
No todas las estaciones de la red son accesibles a personas con movilidad reducida. Las que sí lo son se pueden agrupar en varias categorías:
- Estaciones que tienen ascensores desde su inauguración. Por ley, desde 1999 todas las nuevas estaciones deben ser accesibles a personas con movilidad reducida. Esto incluye las líneas 11 y 12 completas y tramos significativos de las líneas 2, 3, 7, 9 y 10. La línea 8, pese a ser inaugurada en 1998, también entra en esta categoría.
- Estaciones que fueron reformadas para instalar ascensores. Muchas estaciones del centro, especialmente aquellas en las que coinciden dos o más líneas, han sido reformadas para incluir ascensores y eliminar tramos de escaleras con el objetivo de hacerlas plenamente accesibles. En ocasiones la fisionomía de la estación y su integración en el entorno obligan a que los viajeros que usan el ascensor hagan transbordo por la calle, necesitando avisar al personal de la estación para no pagar dos veces. Es el caso de estaciones como Goya, Pacífico o Plaza de España.
- Estaciones accesibles mediante rampas. Esta situación es poco habitual por ser las rampas un elemento que requiere más espacio en planta y que puede ser menos cómodo para los usuarios. Aun así, algunas estaciones como Empalme, Iglesia, Pacífico, Tres Olivos o Ventura Rodríguez emplean rampas, habitualmente por tratarse de espacios reducidos. Otras estaciones emplean rampas para salvar tramos de unos pocos escalones que no ameritarían la instalación de un ascensor.
- Estaciones accesibles por estar a nivel de calle. Esta categoría incluye todas las estaciones de metro ligero construidas en superficie. En la red de metro convencional, sin embargo, solo Batán tiene acceso al mismo nivel desde la calle hasta uno de sus andenes. Todas las demás estaciones en superficie requieren el uso de ascensores o rampas.

Las líneas con menor proporción de estaciones accesibles son las líneas 4 y 5 (la menos accesible), con menos del 50 % de estaciones adaptadas. Las líneas más accesibles son las tres de metro ligero y las líneas 3, 8, 11, 12 y Ramal (con la totalidad de estaciones adaptadas).
En el Plan de Accesibilidad 2016-2020 se proyectó la instalación de ascensores en 17 estaciones, de las cuales solo 11 (Sol, Príncipe Pío, Barrio de la Concepción, Portazgo, Pavones, Plaza Elíptica, Bilbao, Tribunal, Príncipe de Vergara,  Gran Vía y Begoña) han sido reformadas.
Además, aunque no fue incluida en ningún Plan de Accesibilidad, la estación de Sevilla fue reformada entre abril de 2018 y mayo de 2019, haciéndola así completamente accesible.
En el siguiente Plan de Accesibilidad, correspondiente al periodo 2021-2028, se ha incluido la adaptación de 24 estaciones mediante la instalación de ascensores, a las que se suman las 7 que se incluyeron en el anterior Plan pero no fueron reformadas. De estas, ha sido adaptada la estación de Menéndez Pelayo.
| Línea | Estaciones totales | Estaciones adaptadas | Tasa de adaptación | Estaciones no adaptadas incluidas en el Plan de Accesibilidad         | Estaciones no adaptadas incluidas en el Plan de Accesibilidad                                                                                                | Tasa de adaptación tras las reformas |
| Línea | Estaciones totales | Estaciones adaptadas | Tasa de adaptación | 2016-2020                                                             | 2021-2028 | Tasa de adaptación tras las reformas |
| ----- | ------------------ | -------------------- | ------------------ | --------------------------------------------------------------------- | --- | ------------------------------------ |
|       | 33                 | 22                   | 66,7 %             | Ninguna                                                               | - Puente de Vallecas - Tetuán | 72,7 %                               |
|       | 20                 | 12                   | 60 %               | - San Bernardo - Ventas                                               | - Banco de España - Manuel Becerra | 80 %                                 |
|       | 19                 | 19                   | 100 %              | Ninguna, todas son accesibles                                         | Ninguna, todas son accesibles | 100 %                                |
|       | 23                 | 10                   | 43,5 %             | - Alonso Martínez - Avenida de América - Diego de León - San Bernardo | Ninguna | 60,9 %                               |
|       | 32                 | 11                   | 34,4 %             | - Alonso Martínez - Diego de León - Ventas                            | - Acacias - Campamento - Canillejas - Carabanchel - Ciudad Lineal - Núñez de Balboa - Oporto                                                                 | 59,4 %                               |
|       | 28                 | 17                   | 60,7 %             | - Avenida de América - Diego de León - Méndez Álvaro                  | - Alto de Extremadura - Manuel Becerra - O'Donnell - Oporto - Vicente Aleixandre                                                                             | 89,3 %                               |
|       | 31                 | 23                   | 74,2 %             | - Avenida de América                                                  | - García Noblejas | 80,6 %                               |
|       | 8                  | 8                    | 100 %              | Ninguna, todas son accesibles                                         | Ninguna, todas son accesibles | 100 %                                |
|       | 29                 | 16                   | 55,2 %             | - Avenida de América                                                  | - Artilleros - Barrio del Pilar - Concha Espina - Cruz del Rayo - Duque de Pastrana - Estrella - Herrera Oria - Ibiza - Núñez de Balboa - Pío XII - Ventilla | 96,6 %                               |
|       | 31                 | 27                   | 87 %               | - Alonso Martínez                                                     | - Cuzco - Santiago Bernabéu | 96,8 %                               |
|       | 7                  | 7                    | 100 %              | Ninguna, todas son accesibles                                         | Ninguna, todas son accesibles | 100 %                                |
|       | 28                 | 28                   | 100 %              | Ninguna, todas son accesibles                                         | Ninguna, todas son accesibles | 100 %                                |
|       | 2                  | 2                    | 100 %              | Ninguna, todas son accesibles                                         | Ninguna, todas son accesibles | 100 %                                |
|       | 9                  | 9                    | 100 %              | Ninguna, todas son accesibles                                         | Ninguna, todas son accesibles | 100 %                                |
|       | 13                 | 13                   | 100 %              | Ninguna, todas son accesibles                                         | Ninguna, todas son accesibles | 100 %                                |
|       | 16                 | 16                   | 100 %              | Ninguna, todas son accesibles                                         | Ninguna, todas son accesibles | 100 %                                |
| Total | 329                | 239                  | 72,6 %             |                                                                       | | 86,0 %                               |

## Datos de interés

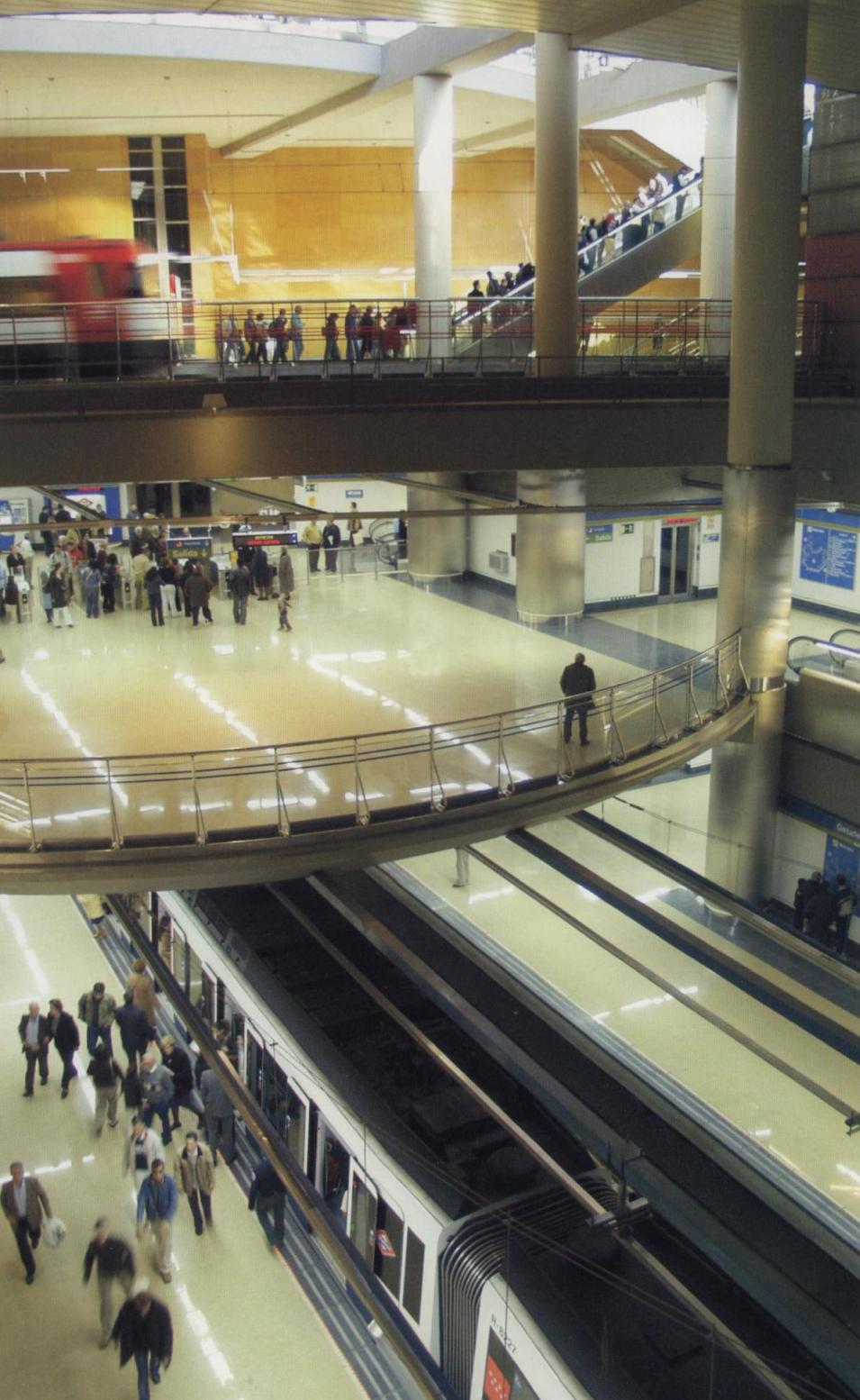
Intercambiador con el tren de Cercanías Madrid en la estación de Getafe Centro, línea 12

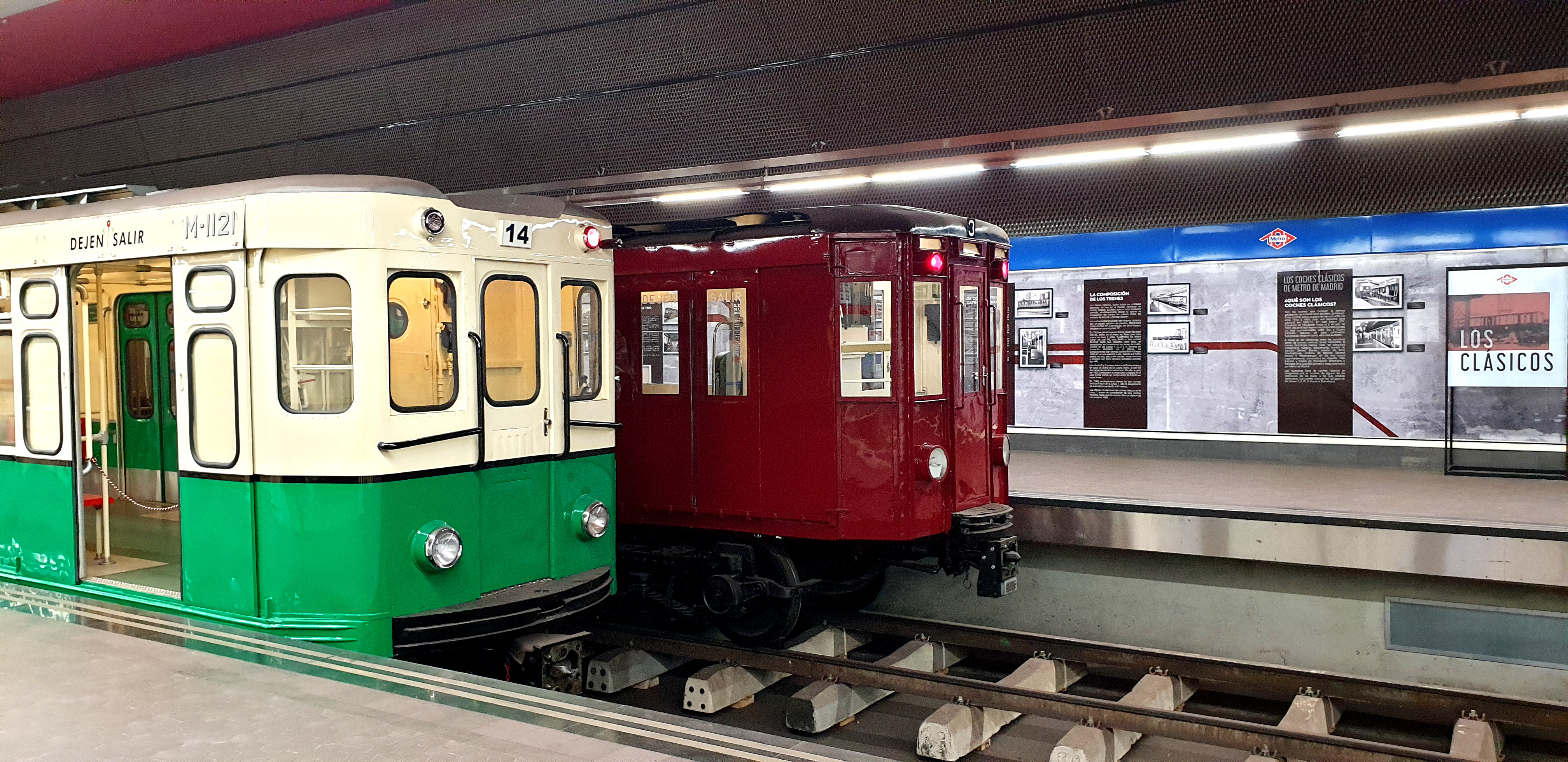
Trenes antiguos expuestos en 2021 en la estación de Chamartín

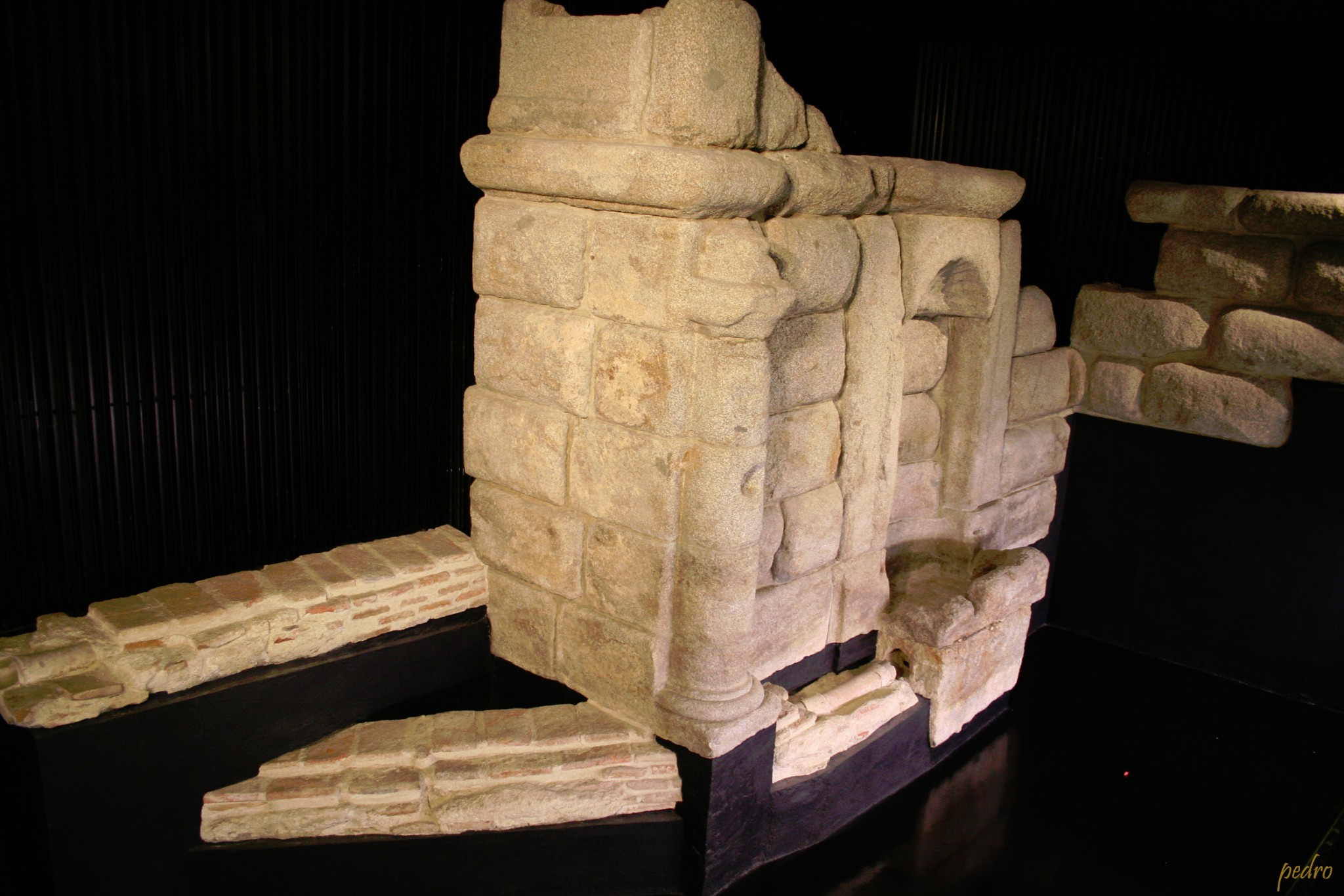
Restos de la fuente de los Caños del Peral en la estación de Ópera

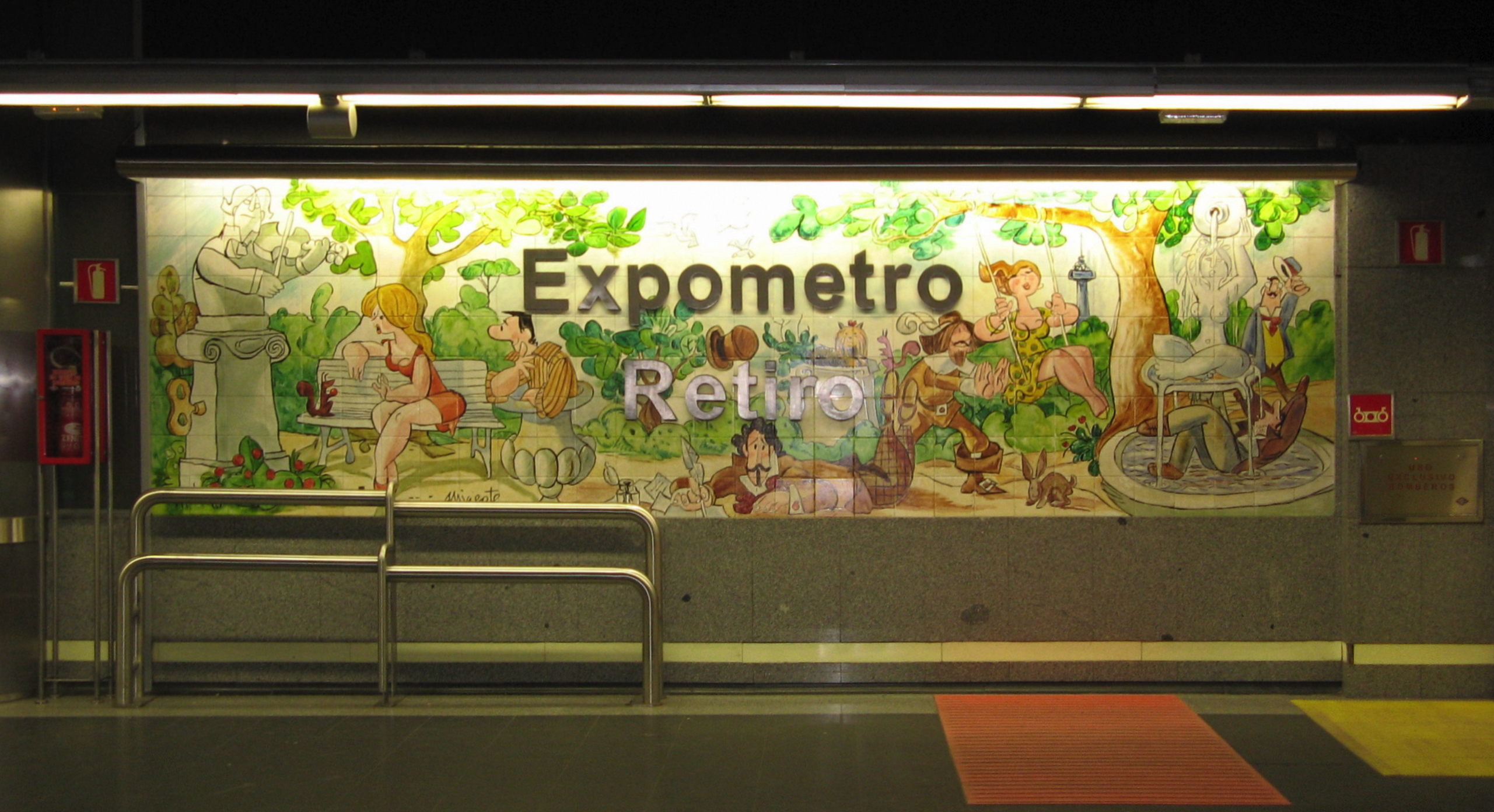
Andén de la estación de Retiro con murales de Antonio Mingote

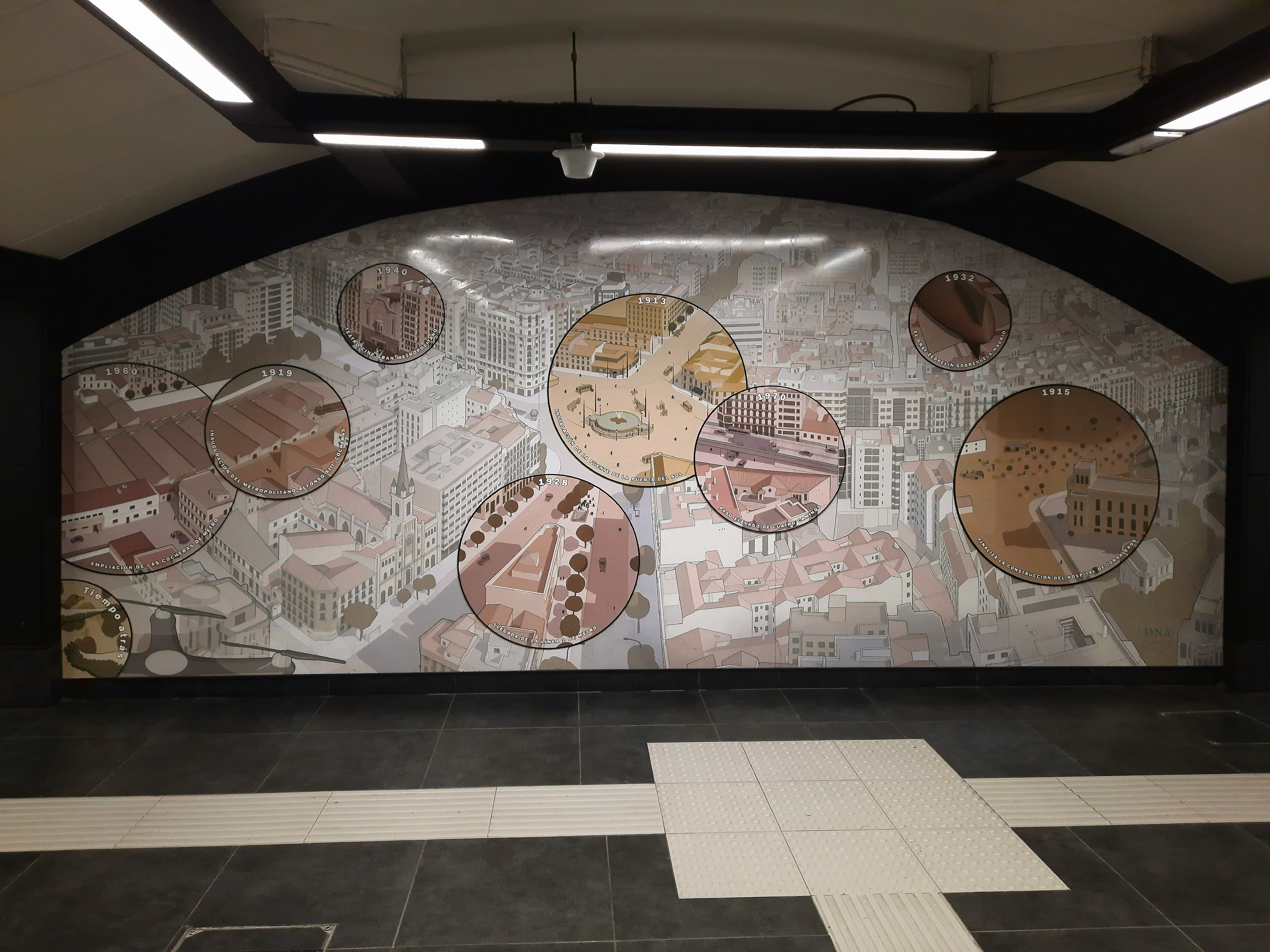
Mural de la estación de Cuatro Caminos mostrando la evolución de la zona a través del tiempo

- La estación de Chamberí fue clausurada con motivo de la operación de ampliación de andenes de la línea 1, puesto que su cercanía a las paradas colindantes la hacía contraproducente. Desde el 25 de marzo de 2008 es una de las sedes de Andén 0, centro de interpretación de la red.[72]
- Hay varios tramos del metro que tienen un funcionamiento particular: la línea R o Ramal Ópera-Príncipe Pío une estas dos estaciones mediante 1,1 km, recorridos por una o dos unidades (en hora punta) de cuatro coches a modo de lanzadera. Ópera solo tiene un andén que comparte con el de la línea 2 y Príncipe Pío también cuenta con un andén que es una ampliación del vestíbulo de entrada, y conecta directa y rápidamente la línea 6 con la línea 10, y Cercanías RENFE en Príncipe Pío. Este tramo es uno de los más antiguos de la red, y solía ser lugar común de músicos que ajustan sus sonatas o canciones al tiempo del viaje.
- La línea 12 se extiende a lo largo de las cinco ciudades de mayor población del sur de la Comunidad de Madrid: Alcorcón (donde trasborda la línea 10 en Puerta del Sur), Móstoles, Fuenlabrada, Getafe y Leganés. Desde el 21 de abril de 2025, la línea 3 fue prolongada a El Casar en Getafe, por lo que hay dos vías de acceso a la red MetroSur desde la de MetroMadrid. Además, en seis de sus estaciones conecta con Cercanías Madrid: en la citada estación de El Casar con la línea C-3, en la de Getafe Central con la C-4 y en las de Móstoles Central, Alcorcón Central, Leganés Central y Fuenlabrada Central con la línea C-5. La creación de esta línea ha supuesto la llegada del servicio a más de 800 000 habitantes y la interconexión de los municipios más importantes del sur de Madrid.
- Desde que la red se prolongó por primera vez fuera del municipio de Madrid, se la considera dividida a su vez en subredes, correspondientes a los tramos que se prolongan fuera de dicho término municipal. La red queda así dividida en MetroMadrid (la red principal en la capital, que comprende las líneas 1, 2, 4, 5, 6, 8, 11, R y ML1 y la casi totalidad de las líneas 3, 7, 9 y 10); MetroNorte (el tramo norte de la línea 10 a partir de Tres Olivos); MetroEste (el tramo este de la línea 7 a partir de Estadio Metropolitano); TFM (el tramo sur de la línea 9 a partir de Puerta de Arganda); MetroSur (toda la línea 12, la estación de El Casar de la línea 3, las estaciones de Joaquín Vilumbrales y Puerta del Sur de la línea 10 y la estación de La Fortuna de la línea 11) y Metro Ligero Oeste (las líneas ML2 y ML3). Son tramos situados en coronas tarifarias distintas y con una frecuencia de paso menor a la de la red central por lo que en Tres Olivos, Estadio Metropolitano y Puerta de Arganda hay que cambiar de tren cruzando el andén central.
- En el disco Amateur de la banda argentina Attaque 77, la introducción de la canción «Jorobadito en el Metro» tiene como cortina las voces de anuncio a la siguiente estación: «Próxima estación: Mar de Cristal; correspondencia con línea 8».
- El 8 de mayo de 1928, la revista Estampa dedicó un artículo titulado Las gentiles y laboriosas señoritas del Metro[73] en homenaje a las chicas que trabajaban picando billetes y ayudando a los pasajeros.
- Se puede viajar con mascotas siempre y cuando se cumpla con una serie de condiciones. En el caso de perros, deberán ir atados, con un bozal y viajar en el último coche. Si son pequeños o en el caso de otro tipo de mascotas pequeñas, se pueden llevar en transportines o pequeños habitáculos que aseguren que no suponen un riesgo para los viajeros. No pueden viajar en horas punta de lunes a viernes laborables de 7:30 a 9:30 horas, de 14:00 a 16:00 horas y de 18:00 a 20:00, excepto durante julio y agosto. Los perros guía en adiestramiento o para asistencia personal especial no tienen ningún tipo de restricción, pero deberán ir con un chaleco distintivo que acredite su función y el dueño deberá llevar toda la documentación que lo verifique. Solo se admite un perro por persona.[74]
- Se puede viajar en bicicleta fuera de las horas punta, es decir, de lunes a viernes laborables de 7:30 a 9:30, de 14:00 a 16:00 y de 18:00 a 20:00. Solo se permite una bicicleta por persona, deberán ir en el vagón adecuado para ello o junto a la cabina del conductor. Está prohibido montarse en ellas dentro de los trenes o estaciones.[74]

## Salas de exposiciones
Metro de Madrid mantiene «Andén 0», un centro de interpretación de la historia del metro formado por la Nave de Motores de Pacífico, la estación fantasma de Chamberí, el museo de los Caños del Peral (Ópera) y la exposición de trenes clásicos de Chamartín. La estación de Retiro albergaba el espacio ExpoMetro, donde se organizaron exposiciones como El sueño de Madrid (1986) con Pablo Sycet y Julio Juste, o Los Pasajeros (2000) de Daniel Garbade.
Algunos de los grandes espacios de las estaciones más modernas han sido rellenados con obras artísticas: en Hospital 12 de Octubre se encuentra Humani Corporis, una obra sobre el cuerpo humano; en Chamartín se encuentra la instalación digital Iguazú; en Arganzuela-Planetario hay un mural con los planetas; en Colombia, la maqueta de un avión hace referencia a que desde la estación se puede llegar al aeropuerto; y en Paco de Lucía, un mural de arte urbano rinde homenaje al músico.
Diversas estaciones están tematizadas. Retiro, Rubén Darío, Plaza de España, La Latina, Arroyofresno, Portazgo y Estación del Arte tienen andenes y pasillos vinilados con imágenes de diferentes temas. En los andenes de Goya están expuestas diversas pinturas del pintor homónimo.
Por último, algunas estaciones incluyen elementos originales del metro: en Bilbao se mantiene una publicidad original y diversas fotografías de la construcción, en Sevilla, la entrada está decorada por un mosaico publicitario descubierto en la última reforma, y en las estaciones de Alto del Arenal y Pinar de Chamartín se mantienen un vagón original y un tranvía, respectivamente.

## Futuro

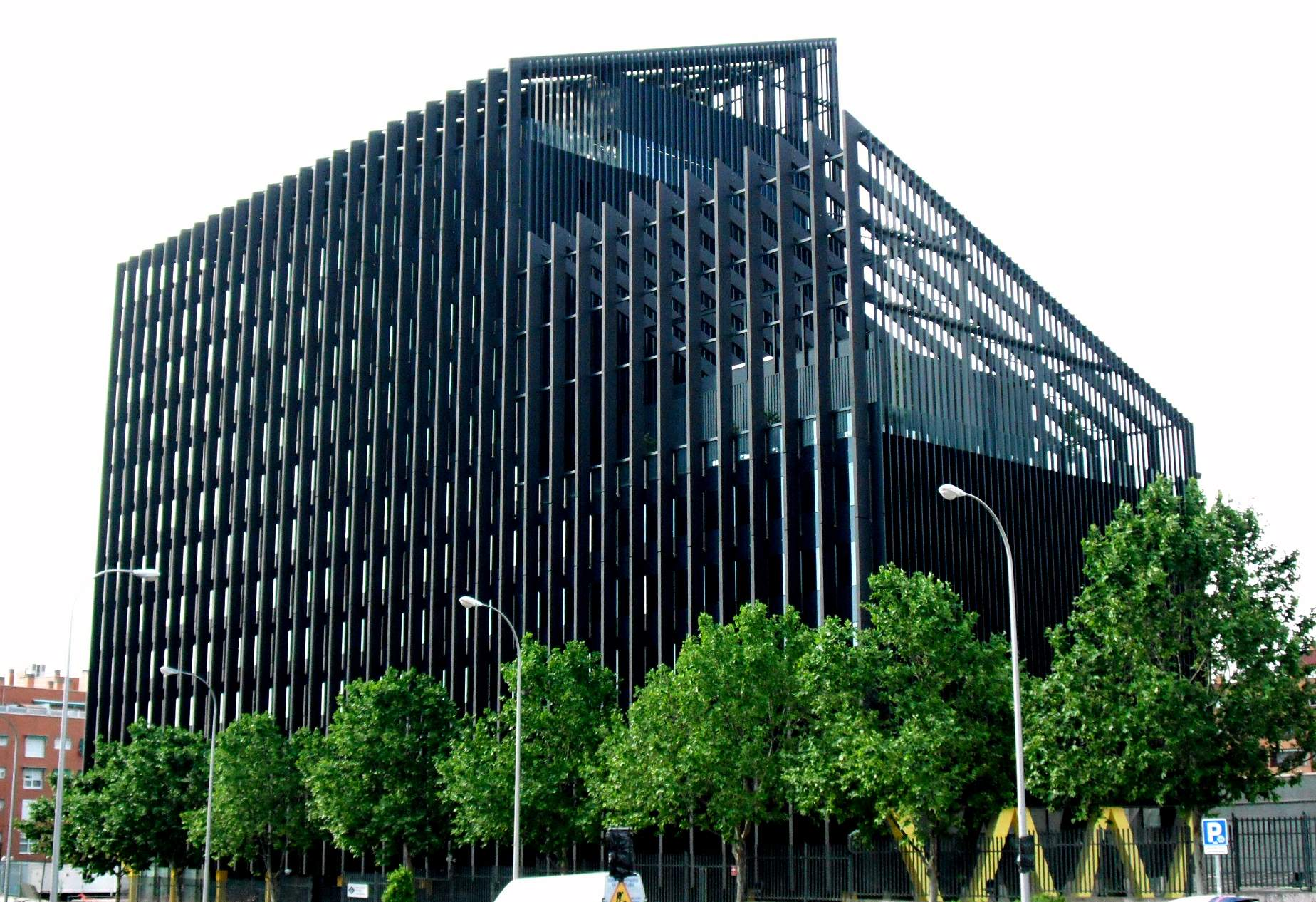
El Centro Integral de Transporte (CIT), nueva sede social de Metro de Madrid en la Avda. de Asturias (barrio de Almenara), inaugurada en 2022